# ROC aux Jeux olympiques d'été de 2020
Pour les articles homonymes, voir ROC et COR.
La Russie n'est pas autorisée à participer en tant que délégation officielle aux Jeux olympiques d'été de 2020 à Tokyo au Japon (qui se déroulent en réalité en 2021 – du 23 juillet au 8 août – à cause de la pandémie de Covid-19), en raison du dopage organisé par l'État russe pour les Jeux de Sotchi. Néanmoins, les athlètes russes concourent sous l'acronyme « ROC » (pour Russian Olympic Committee en anglais).

## Contexte
Faisant suite à des révélations d'un dopage organisé par l'État russe pour les Jeux de Sotchi, l'Agence mondiale antidopage inflige des sanctions envers la Russie pour une durée de deux ans, du 17 décembre 2020 au 16 décembre 2022. Elle autorise néanmoins les athlètes russes à concourir de manière neutre sous un titre sans référence au nom « Russie », contrairement à l'utilisation de la dénomination « Athlètes olympiques de Russie » (OAR) en 2018.
Le 19 février 2021, le Comité international olympique annonce que la Russie concourra sous l'acronyme « ROC » (pour Russian Olympic Committee) sans pouvoir utiliser le nom du Comité olympique russe. La Russie sera représentée par le drapeau de son comité national. Le 22 avril 2021, le remplacement de l'hymne russe par un morceau du Concerto pour piano no 1 de Piotr Ilitch Tchaïkovski est approuvé par le CIO.

## Médaillés

### Médaillés d'or
| Sport                  | Discipline                          | Athlète(s) | Performance                                  | Date       |
| ---------------------- | ----------------------------------- | --- | -------------------------------------------- | ---------- |
| Athlétisme             | Saut en hauteur féminin             | Mariya Lasitskene | 2,04 m                                       | 7 août     |
| Boxe                   | Poids plumes hommes                 | Albert Batyrgaziev | Duke Ragan Victoire 3-2                      | 5 août     |
| Escrime                | Sabre féminin individuel            | Sofia Pozdniakova | Sofia Velikaïa Victoire 15-11                | 26 juillet |
| Escrime                | Fleuret féminin par équipes         | Inna Deriglazova Larisa Korobeynikova Marta Martyanova Adelina Zagidullina                                                                      | France Victoire 45-34                        | 29 juillet |
| Escrime                | Sabre féminin par équipes           | Olga Nikitina Sofia Pozdniakova Svetlana Sheveleva Sofia Velikaïa                                                                               | France Victoire 45-41                        | 31 juillet |
| Gymnastique artistique | Concours général par équipes hommes | Denis Ablyazin David Belyavskiy Artur Dalaloyan Nikita Nagornyy                                                                                 | 262,500 points                               | 26 juillet |
| Gymnastique artistique | Concours général par équipes femmes | Lilia Akhaimova Viktoria Listunova Angelina Melnikova Vladislava Urazova                                                                        | 169,528 points                               | 27 juillet |
| Lutte                  | Gréco-romaine 97 kg hommes          | Musa Evloev | Artur Aleksanyan Victoire 5-1                | 3 août     |
| Lutte                  | Libre 57 kg hommes                  | Zaur Uguyev | Ravi Kumar Dahiya Victoire 7-4               | 5 août     |
| Lutte                  | Libre 74 kg hommes                  | Zaurbek Sidakov | Mahamedkhabib Kadzimahamedau Victoire 7-0    | 6 août     |
| Lutte                  | Libre 97 kg hommes                  | Abdulrashid Sadulaev | Kyle Snyder Victoire 6-3                     | 7 août     |
| Natation               | 100 m dos masculin                  | Evgeny Rylov | 51 s 98 (RE)                                 | 27 juillet |
| Natation               | 200 m dos masculin                  | Evgeny Rylov | 1 min 53 s 27 (RO)                           | 30 juillet |
| Natation synchronisée  | Duo                                 | Svetlana Kolesnichenko Svetlana Romashina | 195,0079 points                              | 4 août     |
| Natation synchronisée  | Ballet                              | Vlada Chigireva Marina Goliadkina Svetlana Kolesnichenko Polina Komar Aleksandra Patskevich Svetlana Romashina Alla Shishkina Maria Shurochkina | 196,0979 points                              | 7 août     |
| Taekwondo              | Moins de 80 kg hommes               | Maksim Khramtsov | Saleh Al-Sharabaty Victoire 20-9             | 26 juillet |
| Taekwondo              | Plus de 80 kg hommes                | Vladislav Larine | Dejan Georgievski Victoire 15-9              | 27 juillet |
| Tennis                 | Double mixte                        | Anastasia Pavlyuchenkova Andrey Rublev | Vesnina / Karatsev Victoire 6-3, 65-7, 13-11 | 1er août   |
| Tir                    | Pistolet à 10 m air comprimé femmes | Vitalina Batsarashkina | 240,3 points                                 | 25 juillet |
| Tir                    | Pistolet à 25 m femmes              | Vitalina Batsarashkina | 38 points (RO)                               | 30 juillet |

### Médaillés d'argent
| Sport                  | Discipline                              | Athlète(s) | Performance                                      | Date       |
| ---------------------- | --------------------------------------- | --- | ------------------------------------------------ | ---------- |
| Athlétisme             | Saut à la perche féminin                | Anzhelika Sidorova | 4,85 m                                           | 5 août     |
| Aviron                 | Deux sans barreur féminin               | Vasilisa Stepanova Elena Oriabinskaïa | 6 min 51 s 45                                    | 29 juillet |
| Aviron                 | Skiff féminin                           | Hanna Prakatsen | 7 min 17 s 39                                    | 30 juillet |
| Basket-ball            | Tournoi féminin de basket-ball à trois  | Ievguenia Frolkina Olga Frolkina Ioulia Kozik Anastasia Logounova | États-Unis Défaite 15-18                         | 28 juillet |
| Basket-ball            | Tournoi masculin de basket-ball à trois | Ilia Karpenkov Kirill Pisklov Stanislav Sharov Alexander Zuev | Lettonie Défaite 18-21                           | 28 juillet |
| Beach-volley           | Tournoi masculin                        | Viacheslav Krasilnikov Oleg Stoyanovskiy | Mol / Sørum Défaite 17-21, 18-21                 | 7 août     |
| Boxe                   | Poids lourds hommes                     | Muslim Gadzhimagomedov | Julio César de la Cruz Défaite 0-5               | 6 août     |
| Escrime                | Fleuret féminin individuel              | Inna Deriglazova | Lee Kiefer Défaite 13-15                         | 25 juillet |
| Escrime                | Sabre féminin individuel                | Sofia Velikaïa | Sofia Pozdniakova Défaite 11-15                  | 26 juillet |
| Escrime                | Épée masculine par équipes              | Sergey Bida Sergey Khodos Pavel Sukhov Nikita Glazkov | Japon Défaite 36-45                              | 30 juillet |
| Escrime                | Fleuret masculin par équipes            | Anton Borodachev Kirill Borodachev Vladislav Mylnikov Timur Safin | France Défaite 28-45                             | 1er août   |
| Gymnastique artistique | Barres asymétriques                     | Anastasiia Iliankova | 14,833 points                                    | 1er août   |
| Gymnastique artistique | Saut de cheval hommes                   | Denis Ablyazin | 14,733 points                                    | 2 août     |
| Gymnastique rythmique  | Concours individuel                     | Dina Averina | 107,650 points                                   | 7 août     |
| Gymnastique rythmique  | Concours des ensembles                  | Anastasia Bliznyuk Anastasiia Maksimova Angelina Shkatova Anastasiia Tatareva Alisa Tishchenko | 90,700 points                                    | 8 août     |
| Handball               | Tournoi féminin                         | Anna Sedoïkina Polina Kouznetsova Polina Gorchkova Daria Dmitrieva Anna Sen Anna Viakhireva Polina Vedekhina Vladlena Bobrovnikova Ksenia Makeeva Elena Mikhaïlitchenko Olga Fomina Ekaterina Ilina Ioulia Managarova Antonina Skorobogatchenko Victoria Kalinina | France Défaite 25-30                             | 8 août     |
| Natation               | 100 m dos masculin                      | Kliment Kolesnikov | 52 s 00                                          | 27 juillet |
| Natation               | Relais 4 × 200 m nage libre masculin    | Martin Malyutin Ivan Girev Evgeny Rylov Mikhail Dovgalyuk | 7 min 1 s 81                                     | 27 juillet |
| Taekwondo              | Moins de 57 kg femmes                   | Tatiana Minina | Anastasija Zolotic Défaite 17-25                 | 25 juillet |
| Tennis                 | Simple messieurs                        | Karen Khachanov | Alexander Zverev Défaite 3-6, 1-6                | 1er août   |
| Tennis                 | Double mixte                            | Elena Vesnina Aslan Karatsev | Pavlyuchenkova / Rublev Défaite 4-6, 7-65, 11-13 | 1er août   |
| Tir                    | Carabine à 10 m air comprimé femmes     | Anastasiia Galashina | 251,1 points                                     | 24 juillet |
| Tir                    | Pistolet à 10 m air comprimé mixte      | Vitalina Batsarashkina Artem Chernousov | 14-16                                            | 27 juillet |
| Tir                    | Carabine à 50 m 3 positions femmes      | Yulia Zykova | 461,9 points                                     | 31 juillet |
| Tir                    | Carabine à 50 m 3 positions hommes      | Sergueï Kamenskiy | 464,2 points                                     | 2 août     |
| Tir à l'arc            | Tir à l'arc par équipes féminin         | Elena Osipova Ksenia Perova Svetlana Gomboeva | Corée du Sud Défaite 0-6                         | 25 juillet |
| Tir à l'arc            | Tir à l'arc individuel féminin          | Elena Osipova | An San Défaite 5-6                               | 30 juillet |
| Volley-ball            | Tournoi masculin                        | Denis Bogdan Valentin Goloubev Ivan Iakovlev Iegor Klyuka Igor Kobzar Ilyas Kurkaev Maksim Mikhailov Pavel Pankov Iaroslav Podlesnikh Viktor Poltaïev Dmitri Volkov Artiom Volvitch                                                                               | France Défaite 2-3                               | 7 août     |

### Médaillés de bronze
| Sport                  | Discipline                                | Athlète(s)                            | Performance                        | Date       |
| ---------------------- | ----------------------------------------- | ------------------------------------- | ---------------------------------- | ---------- |
| Boxe                   | Poids mi-lourds hommes                    | Imam Khataev                          | Benjamin Whittaker Défaite 1-4     | 1er août   |
| Boxe                   | Poids welters hommes                      | Andrey Zamkovoy                       | Roniel Iglesias Défaite 0-5        | 1er août   |
| Boxe                   | Poids moyens hommes                       | Gleb Bakshi                           | Hebert Conceição Défaite 1-4       | 5 août     |
| Boxe                   | Poids moyens hommes                       | Zemfira Magomedalieva                 | Li Qian Défaite 0-5                | 6 août     |
| Cyclisme sur piste     | Vitesse par équipes féminine              | Daria Shmeleva Anastasiia Voinova     | 32 s 252                           | 2 août     |
| Cyclisme sur piste     | Course à l'américaine féminine            | Gulnaz Khatuntseva Maria Novolodskaya | 26 points                          | 6 août     |
| Escrime                | Fleuret féminin individuel                | Larisa Korobeynikova                  | Alice Volpi Victoire 15-14         | 25 juillet |
| Gymnastique artistique | Concours général individuel hommes        | Nikita Nagornyy                       | 88,031 points                      | 28 juillet |
| Gymnastique artistique | Concours général individuel femmes        | Angelina Melnikova                    | 57,199 points                      | 29 juillet |
| Gymnastique artistique | Sol femmes                                | Angelina Melnikova                    | 14,166 points                      | 2 août     |
| Gymnastique artistique | Barre fixe                                | Nikita Nagornyy                       | 14,533 points                      | 3 août     |
| Judo                   | Moins de 70 kg femmes                     | Madina Taimazova                      | Barbara Matić Victoire 01-00       | 28 juillet |
| Judo                   | Moins de 100 kg hommes                    | Niyaz Ilyasov                         | Varlam Liparteliani Victoire 01-00 | 29 juillet |
| Judo                   | Plus de 100 kg hommes                     | Tamerlan Bashaev                      | Iakiv Khammo Victoire 10-00        | 30 juillet |
| Lutte                  | Gréco-romaine 60 kg hommes                | Sergey Emelin                         | Victor Ciobanu Victoire 12-1       | 2 août     |
| Lutte                  | Gréco-romaine 130 kg hommes               | Sergey Semenov                        | Yasmani Acosta Victoire 1-1 (VP)   | 2 août     |
| Lutte                  | Libre 86 kg hommes                        | Artur Nayfonov                        | Javrail Shapiev Victoire 2-0       | 5 août     |
| Lutte                  | Libre 65 kg hommes                        | Gadzhimurad Rashidov                  | Iszmail Muszukajev Victoire 5-0    | 7 août     |
| Natation               | 100 m nage libre masculin                 | Kliment Kolesnikov                    | 47 s 44                            | 29 juillet |
| Taekwondo              | Moins de 58 kg hommes                     | Mikhaïl Artamonov                     | Lucas Guzmán Victoire 15-10        | 24 juillet |
| Plongeon               | Haut-vol à 10 mètres synchronisé masculin | Aleksandr Bondar Viktor Minibaev      | 439,92 points                      | 26 juillet |
| Tir                    | Carabine à 10 m air comprimé mixte        | Yulia Karimova Sergueï Kamenskiy      | Kwon / Nam 17-9                    | 27 juillet |
| Tir                    | Carabine à 50 m 3 positions femmes        | Yulia Karimova                        | 450,3 points                       | 31 juillet |

### Statistiques (par sport, par jour, par sexe, multi-médaillés)
| Sport                 |    |    |    | Total |
| --------------------- | -- | -- | -- | ----- |
| Athlétisme            | 1  | 1  | 0  | 2     |
| Aviron                | 0  | 2  | 0  | 2     |
| Basket-ball           | 0  | 2  | 0  | 2     |
| Boxe                  | 1  | 1  | 4  | 6     |
| Cyclisme sur piste    | 0  | 0  | 2  | 2     |
| Escrime               | 3  | 4  | 1  | 8     |
| Gymnastique           | 2  | 4  | 4  | 10    |
| Handball              | 0  | 1  | 0  | 1     |
| Judo                  | 0  | 0  | 3  | 3     |
| Lutte                 | 4  | 0  | 4  | 8     |
| Natation              | 2  | 2  | 1  | 5     |
| Natation synchronisée | 2  | 0  | 0  | 2     |
| Plongeon              | 0  | 0  | 1  | 1     |
| Taekwondo             | 2  | 1  | 1  | 4     |
| Tennis                | 1  | 2  | 0  | 3     |
| Tir                   | 2  | 4  | 2  | 8     |
| Tir à l'arc           | 0  | 2  | 0  | 2     |
| Volley-ball           | 0  | 2  | 0  | 2     |
| Total                 | 20 | 28 | 23 | 71    |

| Jour       |    |    |    | Total |
| ---------- | -- | -- | -- | ----- |
| 24 juillet | 0  | 1  | 1  | 2     |
| 25 juillet | 1  | 3  | 1  | 5     |
| 26 juillet | 3  | 1  | 1  | 5     |
| 27 juillet | 3  | 2  | 1  | 6     |
| 28 juillet | 0  | 3  | 2  | 5     |
| 29 juillet | 1  | 1  | 3  | 5     |
| 30 juillet | 2  | 3  | 1  | 6     |
| 31 juillet | 1  | 1  | 1  | 3     |
| 1er août   | 1  | 4  | 2  | 7     |
| 2 août     | 0  | 2  | 4  | 6     |
| 3 août     | 1  | 0  | 1  | 2     |
| 4 août     | 1  | 0  | 0  | 1     |
| 5 août     | 2  | 1  | 2  | 5     |
| 6 août     | 1  | 1  | 2  | 4     |
| 7 août     | 3  | 3  | 1  | 7     |
| 8 août     | 0  | 2  | 0  | 1     |
| Total      | 20 | 28 | 23 | 71    |

| Sexe   |    |    |    | Total |
| ------ | -- | -- | -- | ----- |
| Femmes | 9  | 15 | 8  | 32    |
| Hommes | 10 | 11 | 14 | 35    |
| Mixte  | 1  | 2  | 1  | 4     |
| Total  | 20 | 28 | 23 | 71    |

| Athlète                | Sport                  |   |   |   | Total |
| ---------------------- | ---------------------- | - | - | - | ----- |
| Evgeny Rylov           | Natation               | 2 | 1 | 0 | 3     |
| Vitalina Batsarashkina | Tir                    | 2 | 1 | 0 | 3     |
| Svetlana Kolesnichenko | Natation synchronisée  | 2 | 0 | 0 | 2     |
| Svetlana Romashina     | Natation synchronisée  | 2 | 0 | 0 | 2     |
| Sofia Pozdniakova      | Escrime                | 2 | 0 | 0 | 2     |
| Sofia Velikaïa         | Escrime                | 1 | 1 | 0 | 2     |
| Inna Deriglazova       | Escrime                | 1 | 1 | 0 | 2     |
| Denis Ablyazin         | Gymnastique artistique | 1 | 1 | 0 | 2     |
| Nikita Nagornyy        | Gymnastique artistique | 1 | 0 | 2 | 3     |
| Angelina Melnikova     | Gymnastique artistique | 1 | 0 | 2 | 3     |
| Larisa Korobeynikova   | Escrime                | 1 | 0 | 1 | 2     |
| Elena Osipova          | Tir à l'arc            | 0 | 2 | 0 | 2     |
| Sergueï Kamenskiy      | Tir                    | 0 | 1 | 1 | 2     |
| Kliment Kolesnikov     | Natation               | 0 | 1 | 1 | 2     |
| Ioulia Karimova        | Tir                    | 0 | 0 | 2 | 2     |

## Athlètes engagés
| Sport                 | Hommes | Femmes | Total |
| --------------------- | ------ | ------ | ----- |
| Athlétisme            | 6      | 4      | 10    |
| Aviron                | 3      | 7      | 10    |
| Badminton             | 3      | 1      | 4     |
| Basket-ball           | 4      | 4      | 8     |
| Boxe                  | 7      | 4      | 11    |
| Canoë-kayak           | 9      | 8      | 17    |
| Cyclisme              | 9      | 9      | 18    |
| Équitation            | 2      | 3      | 5     |
| Escalade              | 1      | 2      | 3     |
| Escrime               | 12     | 11     | 23    |
| Gymnastique           | 8      | 15     | 23    |
| Haltérophilie         | 1      | 1      | 2     |
| Handball              | 0      | 14     | 14    |
| Judo                  | 7      | 6      | 13    |
| Karaté                | 0      | 1      | 1     |
| Lutte                 | 11     | 6      | 17    |
| Natation              | 21     | 15     | 36    |
| Natation synchronisée | -      | 8      | 8     |
| Pentathlon moderne    | 1      | 2      | 3     |
| Plongeon              | 4      | 3      | 7     |
| Rugby à sept          | 0      | 12     | 12    |
| Taekwondo             | 3      | 1      | 4     |
| Tennis                | 4      | 4      | 8     |
| Tennis de table       | 1      | 2      | 3     |
| Tir                   | 8      | 9      | 17    |
| Tir à l'arc           | 1      | 3      | 4     |
| Triathlon             | 2      | 2      | 4     |
| Voile                 | 4      | 2      | 6     |
| Volley-ball           | 16     | 14     | 30    |
| Water-polo            | 0      | 12     | 12    |
| Total                 | 148    | 185    | 333   |

## Résultats

### Athlétisme
| Athlète            | Épreuve               | 1er tour    | 1er tour    | Demi-finale | Demi-finale | Finale          | Finale      |
| Athlète            | Épreuve               | Temps       | Rang        | Temps       | Rang        | Temps           | Rang        |
| ------------------ | --------------------- | ----------- | ----------- | ----------- | ----------- | --------------- | ----------- |
| Sergueï Choubenkov | 110 m haies           | Forfait     | Forfait     | Éliminé     | Éliminé     | Éliminé         | Éliminé     |
| Vasiliy Mizinov    | 20 km marche masculin | Non disputé | Non disputé | Non disputé | Non disputé | Disqualifié     | Disqualifié |
| Elvira Khasanova   | 20 km marche féminin  | Non disputé | Non disputé | Non disputé | Non disputé | 1 h 31 min 58 s | 16e         |

| Athlète            | Épreuve                    | Qualification | Qualification | Finale      | Finale                             |
| Athlète            | Épreuve                    | Performance   | Rang          | Performance | Rang                               |
| ------------------ | -------------------------- | ------------- | ------------- | ----------- | ---------------------------------- |
| Mikhail Akimenko   | Saut en hauteur masculin   | 2,28 m        | 1er           | 2,33 m      | 6e                                 |
| Ilya Ivanyuk       | Saut en hauteur masculin   | 2,28 m        | 6e            | 2,30 m      | 9e                                 |
| Valeriy Pronkin    | Lancer du marteau masculin | 75,80 m       | 11e           | 76,72 m     | 8e                                 |
| Mariya Lasitskene  | Saut en hauteur féminin    | 1,95 m        | 9e            | 2,04 m      | Médaille d'or, Jeux olympiques     |
| Anzhelika Sidorova | Saut à la perche féminin   | 4,55 m        | 1re           | 4,85 m      | Médaille d'argent, Jeux olympiques |
| Darya Klishina     | Saut en longueur féminin   | NM            | -             | Éliminée    | Éliminée                           |

| Athlète         | Épreuve  | 100 m   | SL     | LP      | SH     | 400 m   | 110 H   | LD      | SP     | LJ      | 1 500 m       | Total | Rang |
| --------------- | -------- | ------- | ------ | ------- | ------ | ------- | ------- | ------- | ------ | ------- | ------------- | ----- | ---- |
| Ilya Shkurenyov | Résultat | 10 s 93 | 7,59 m | 14,95 m | 1,99 m | 48 s 98 | 14 s 43 | 47,02 m | 5,10 m | 60,95 m | 4 min 34 s 62 | 8 413 | 8e   |
| Ilya Shkurenyov | Points   | 876     | 957    | 787     | 794    | 862     | 920     | 809     | 941    | 752     | 715           | 8 413 | 8e   |

### Aviron
| Athlète                                   | Compétition                         | Série         | Série | Repêchages     | Repêchages     | Quarts de finale | Quarts de finale | Demi-finale                   | Demi-finale | Finale                 | Finale                             |
| Athlète                                   | Compétition                         | Temps         | Rang  | Temps          | Rang           | Temps            | Rang             | Temps                         | Rang        | Temps                  | Rang                               |
| ----------------------------------------- | ----------------------------------- | ------------- | ----- | -------------- | -------------- | ---------------- | ---------------- | ----------------------------- | ----------- | ---------------------- | ---------------------------------- |
| Aleksandr Vyazovkin                       | Skiff masculin                      | 7 min 14 s 95 | 2e    | Non concerné   | Non concerné   | 7 min 20 s 04    | 3e               | Demi-finale A/B 6 min 44 s 56 | 3e          | Finale A 6 min 49 s 09 | 5e                                 |
| Ilya Kondratyev Andrey Potapkin           | Deux de couple masculin             | 6 min 16 s 09 | 3e    | Non concernés  | Non concernés  | Non disputé      | Non disputé      | Demi-finale A/B 6 min 26 s 58 | 4e          | Finale B 6 min 13 s 73 | 7e                                 |
| Hanna Prakatsen                           | Skiff féminin                       | 7 min 48 s 74 | 1re   | Non concernée  | Non concernée  | 7 min 49 s 64    | 1re              | Demi-finale A/B 7 min 23 s 61 | 1re         | Finale A 7 min 17 s 39 | Médaille d'argent, Jeux olympiques |
| Elena Oriabinskaïa Vasilisa Stepanova     | Deux sans barreur féminin           | 7 min 23 s 39 | 2e    | Non concernées | Non concernées | Non disputé      | Non disputé      | Demi-finale A/B 6 min 50 s 24 | 2e          | Finale A 6 min 51 s 45 | Médaille d'argent, Jeux olympiques |
| Ekaterina Kurochkina Ekaterina Pitirimova | Deux de couple féminin              | 7 min 3 s 96  | 4e    | 7 min 13 s 77  | 1re            | Non disputé      | Non disputé      | Demi-finale A/B 7 min 24 s 37 | 6e          | Finale B 7 min 1 s 83  | 12e                                |
| Maria Botalova Anastasia Lebedeva         | Deux de couple poids légers féminin | 7 min 7 s 67  | 3e    | 7 min 22 s 72  | 2e             | Non disputé      | Non disputé      | Demi-finale A/B 6 min 45 s 23 | 4e          | Finale B 6 min 51 s 65 | 9e                                 |

### Badminton
| Athlète                      | Compétition   | Phase de groupes                        | Phase de groupes                     | Phase de groupes                      | Phase de groupes | 1/8e de finale   | Quarts de finale | Demi-finales     | Finale           | Finale   |
| Athlète                      | Compétition   | Adversaire Score                        | Adversaire Score                     | Adversaire Score                      | Rang             | Adversaire Score | Adversaire Score | Adversaire Score | Adversaire Score | Rang     |
| ---------------------------- | ------------- | --------------------------------------- | ------------------------------------ | ------------------------------------- | ---------------- | ---------------- | ---------------- | ---------------- | ---------------- | -------- |
| Sergey Sirant                | Simple hommes | Krausz Victoire 21-18, 21-18            | Ginting Défaite 12-21, 10-21         | Non disputé                           | 2e du gr. J      | Éliminé          | Éliminé          | Éliminé          | Éliminé          | Éliminé  |
| Evgeniya Kosetskaya          | Simple dames  | Li Victoire 22-20, 21-15                | Okuhara Défaite 6-21, 16-21          | Non disputé                           | 2e du gr. E      | Éliminée         | Éliminée         | Éliminée         | Éliminée         | Éliminée |
| Vladimir Ivanov Ivan Sozonov | Double hommes | Astrup / Rasmussen Défaite 13-21, 18-21 | Endo / Watanabe Défaite 19-21, 19-21 | Olofua / Opeyori Victoire 21-8, 21-10 | 3e du gr. B      | Non disputé      | Éliminés         | Éliminés         | Éliminés         | Éliminés |

### Basket-ball à trois
| Épreuve          | Phase de poules      | Phase de poules        | Phase de poules        | Phase de poules          | Phase de poules         | Phase de poules         | Phase de poules      | Phase de poules | Quart de finale         | Demi-finale           | Finale / MB              | Rang                               |
| Épreuve          | Adversaire Score     | Adversaire Score       | Adversaire Score       | Adversaire Score         | Adversaire Score        | Adversaire Score        | Adversaire Score     | Rang            | Adversaire Score        | Adversaire Score      | Adversaire Score         | Rang                               |
| ---------------- | -------------------- | ---------------------- | ---------------------- | ------------------------ | ----------------------- | ----------------------- | -------------------- | --------------- | ----------------------- | --------------------- | ------------------------ | ---------------------------------- |
| Tournoi masculin | Chine Victoire 21-13 | Pays-Bas Défaite 15-18 | Belgique Défaite 16-19 | Pologne Défaite 16-21    | Japon Victoire 19-16    | Lettonie Victoire 19-15 | Serbie Défaite 10-21 | 5e              | Pays-Bas Victoire 21-19 | Serbie Victoire 21-10 | Lettonie Défaite 18-21   | Médaille d'argent, Jeux olympiques |
| Tournoi féminin  | Japon Victoire 21-18 | Chine Victoire 19-9    | Mongolie Victoire 21-5 | États-Unis Défaite 16-20 | Roumanie Victoire 21-12 | France Défaite 14-17    | Italie Victoire 17-9 | 2e              | Exemptées               | Chine Victoire 21-14  | États-Unis Défaite 15-18 | Médaille d'argent, Jeux olympiques |

### Boxe
| Athlète                | Catégorie                    | 1/16e de finale      | 1/8e de finale             | Quart de finale          | Demi-finale           | Finale                    | Rang                                |
| Athlète                | Catégorie                    | Adversaire Résultat  | Adversaire Résultat        | Adversaire Résultat      | Adversaire Résultat   | Adversaire Résultat       | Rang                                |
| ---------------------- | ---------------------------- | -------------------- | -------------------------- | ------------------------ | --------------------- | ------------------------- | ----------------------------------- |
| Albert Batyrgaziev     | Plumes hommes (-57 kg)       | Exempté              | A. de la Cruz Victoire 5-0 | Tsendbaatar Victoire 3-2 | Álvarez Victoire 3-2  | Ragan Victoire 3-2        | Médaille d'or, Jeux olympiques      |
| Gabil Mamedov          | Légers hommes (-63 kg)       | Durkacz Victoire 5-0 | Colin Victoire 5-0         | Davis Défaite 1-4        | Éliminé               | Éliminé                   | Éliminé                             |
| Andrey Zamkovoy        | Welters hommes (-69 kg)      | Exempté              | Zimba Victoire 4-1         | Madiev Victoire 5-0      | Iglesias Défaite 0-5  | Éliminé                   | Médaille de bronze, Jeux olympiques |
| Gleb Bakshi            | Moyens hommes (-75 kg)       | Exempté              | Isley Victoire 3-2         | Valsaint Victoire 5-0    | Conceição Défaite 1-4 | Éliminé                   | Médaille de bronze, Jeux olympiques |
| Imam Khataev           | Mi-lourds hommes (-81 kg)    | Assaghir Victoire AA | Nurdauletov Victoire 4-1   | Jalidov Victoire KO      | Whittaker Défaite 1-4 | Éliminé                   | Médaille de bronze, Jeux olympiques |
| Muslim Gadzhimagomedov | Lourds hommes (-91 kg)       | Exempté              | Benchabla Victoire 5-0     | Abduljabbar Victoire 5-0 | Nyika Victoire 4-1    | J. de la Cruz Défaite 0-5 | Médaille d'argent, Jeux olympiques  |
| Ivan Veriasov          | Super-lourds hommes (+91 kg) | Exempté              | Yegnong Victoire 5-0       | Kunkabayev Défaite 1-4   | Éliminé               | Éliminé                   | Éliminé                             |
| Svetlana Soluianova    | Mouches femmes (-51 kg)      | Fuchs Défaite 2-3    | Éliminée                   | Éliminée                 | Éliminée              | Éliminée                  | Éliminée                            |
| Liudmila Vorontsova    | Plumes femmes (-57 kg)       | Testa Défaite 1-4    | Éliminée                   | Éliminée                 | Éliminée              | Éliminée                  | Éliminée                            |
| Saadat Dalgatova       | Welters femmes (-69 kg)      | Manikon Défaite 1-4  | Éliminée                   | Éliminée                 | Éliminée              | Éliminée                  | Éliminée                            |
| Zemfira Magomedalieva  | Moyens femmes (-75 kg)       | Non disputé          | Graham Victoire 4-1        | Gramane Victoire 4-1     | Li Défaite 0-5        | Éliminée                  | Médaille de bronze, Jeux olympiques |

### Canoë-kayak
| Athlète                                                                      | Compétition       | Série          | Série | Quarts de finale | Quarts de finale | Demi-finale    | Demi-finale    | Finale Finale B Finale C | Finale Finale B Finale C |
| Athlète                                                                      | Compétition       | Temps          | Rang  | Temps            | Rang             | Temps          | Rang           | Temps                    | Rang                     |
| ---------------------------------------------------------------------------- | ----------------- | -------------- | ----- | ---------------- | ---------------- | -------------- | -------------- | ------------------------ | ------------------------ |
| Vladislav Chebotar                                                           | C1 1 000 m hommes | 4 min 28 s 951 | 3e    | 4 min 18 s 517   | 4e               | Éliminé        | Éliminé        | Éliminé                  | Éliminé                  |
| Viktor Melantyev                                                             | C1 1 000 m hommes | 4 min 14 s 004 | 5e    | 4 min 11 s 095   | 3e               | Éliminé        |                |                          |                          |
| Vladislav Chebotar Viktor Melantyev                                          | C2 1 000 m hommes | 4 min          | 4e    | 4 min 9 s 956    | 5e               | Non qualifiés  | Non qualifiés  | Finale B 3 min 30 s 406  | 9e                       |
| Evgenii Lukantsov                                                            | K1 200 m hommes   | 35 s 157       | 3e    | 35 s 184         | 2e               | 36 s 036       | 5e             | Finale B 36 s 369        | 12e                      |
| Oleg Goussev                                                                 | K1 200 m hommes   | 35 s 928       | 3e    | 35 s 581         | 3e               | Éliminé        | Éliminé        | Éliminé                  | Éliminé                  |
| Roman Anoshkin                                                               | K1 1 000 m hommes | 3 min 50 s 580 | 6e    | 3 min 45 s 712   | 3e               | Éliminé        | Éliminé        | Éliminé                  | Éliminé                  |
| Maxim Spesivtsev                                                             | K1 1 000 m hommes | 3 min 42 s 888 | 4e    | 3 min 44 s 136   | 1er              | 3 min 27 s 372 | 7e             | Finale B 3 min 27 s 909  | 13e                      |
| Roman Anoshkin Maxim Spesivtsev                                              | K2 1 000 m hommes | 3 min 20 s 610 | 3e    | 3 min 14 s 045   | 4e               | Non qualifiés  | Non qualifiés  | Finale B 3 min 19 s 680  | 9e                       |
| Roman Anoshkin Artem Kuzakhmetov Aleksandr Sergeyev Maxim Spesivtsev         | K4 500 m hommes   | 1 min 30 s 763 | 4e    | 1 min 25 s 564   | 6e               | 1 min 24 s 340 | 4e             | 1 min 23 s 654           | 4e                       |
| Irina Andreeva                                                               | C1 200 m femmes   | 48 s 192       | 5e    | 46 s 637         | 2e               | 49 s 147       | 7e             | Finale B 48 min 930 s    | 15e                      |
| Olesia Romasenko                                                             | C1 200 m femmes   | 46 s 126       | 2e    | Exemptée         | Exemptée         | 47 s 368       | 2e             | 47 s 777                 | 7e                       |
| Irina Andreeva Olesia Romasenko                                              | C2 500 m femmes   | 2 min 5 s 604  | 5e    | 2 min 4 s 703    | 3e               | 2 min 4 s 968  | 4e             | 2 min 4 s 875            | 8e                       |
| Natalia Podolskaya                                                           | K1 200 m femmes   | 42 s 845       | 4e    | 43 s 212         | 5e               | Éliminée       | Éliminée       | Éliminée                 | Éliminée                 |
| Svetlana Chernigovskaya                                                      | K1 200 m femmes   | 41 s 540       | 2e    | Exemptée         | Exemptée         | 40 s 333       | 7e             | Finale B 39 s 977        | 11e                      |
| Svetlana Chernigovskaya                                                      | K1 500 m femmes   | 1 min 52 s 311 | 5e    | 1 min 49 s 323   | 1re              | 1 min 56 s 066 | 8e             | Éliminée                 | Éliminée                 |
| Kira Stepanova                                                               | K1 500 m femmes   | 1 min 55 s 180 | 4e    | 1 min 52 s 190   | 4e               | Éliminée       | Éliminée       | Éliminée                 | Éliminée                 |
| Varvara Baranova Kira Stepanova                                              | K2 500 m femmes   | 1 min 47 s 874 | 2e    | Exemptées        | Exemptées        | 1 min 42 s 069 | 7e             | Finale B 1 min 44 s 054  | 15e                      |
| Svetlana Chernigovskaya Anastasiia Dolgova Natalia Podolskaya Kira Stepanova | K4 500 m femmes   | 1 min 39 s 166 | 6e    | 1 min 38 s 372   | 7e               | Non qualifiées | Non qualifiées | Finale B 1 min 40 s 951  | 12e                      |

| Athlète       | Compétition  | Série    | Série | Série    | Série   | Série    | Série | Demi-finale | Demi-finale | Finale   | Finale   |
| Athlète       | Compétition  | Run 1    | Rang  | Run 2    | Rang    | Meilleur | Rang  | Temps       | Rang        | Temps    | Rang     |
| ------------- | ------------ | -------- | ----- | -------- | ------- | -------- | ----- | ----------- | ----------- | -------- | -------- |
| Pavel Eigel   | C-1 masculin | 119 s 60 | 15e   | Forfait  | Forfait | 119 s 60 | 18e   | Éliminé     | Éliminé     | Éliminé  | Éliminé  |
| Pavel Eigel   | K-1 masculin | 96 s 53  | 12e   | 92 s 82  | 9e      | 92 s 82  | 9e    | 151 s 41    | 20e         | Éliminé  | Éliminé  |
| Alsu Minazova | C-1 féminin  | 176 s 02 | 22e   | 118 s 45 | 12e     | 118 s 45 | 14e   | 135 s 80    | 14e         | Éliminée | Éliminée |
| Alsu Minazova | K-1 féminin  | 120 s 60 | 18e   | 115 s 39 | 18e     | 115 s 39 | 20e   | 120 s 66    | 17e         | Éliminée | Éliminée |

### Cyclisme

#### BMX
| Athlète              | Compétition | Tour de classement | Tour de classement | Tour de classement | Tour de classement | Finale   | Finale   | Finale   | Finale |
| Athlète              | Compétition | Manche 1           | Manche 2           | Moyenne            | Rang               | Manche 1 | Manche 2 | Résultat | Rang   |
| -------------------- | ----------- | ------------------ | ------------------ | ------------------ | ------------------ | -------- | -------- | -------- | ------ |
| Irek Rizaev          | Hommes      | 81,20              | 81,30              | 81,25              | 5e                 | 36,60    | 82,40    | 82,40    | 6e     |
| Elizaveta Posadskikh | Femmes      | 51,80              | 50,80              | 51,30              | 9e                 | 63,00    | 10,20    | 63,00    | 9e     |

| Athlète            | Compétition | Quart de finale | Quart de finale | Demi-finale | Demi-finale | Finale   | Finale   |
| Athlète            | Compétition | Points          | Rang            | Points      | Rang        | Temps    | Rang     |
| ------------------ | ----------- | --------------- | --------------- | ----------- | ----------- | -------- | -------- |
| Evgeny Kleshchenko | Hommes      | 17              | 6e              | Éliminé     | Éliminé     | Éliminé  | Éliminé  |
| Natalia Afremova   | Femmes      | 12              | 4e              | 15          | 5e          | Éliminée | Éliminée |
| Natalia Suvorova   | Femmes      | 14              | 5e              | Éliminée    | Éliminée    | Éliminée | Éliminée |

#### Sur piste
| Athlète            | Compétition | Qualification        | Qualification | 1er tour                               | Repêchage 1              | 2e tour                              | Repêchage 2                             | 3e tour                            | Repêchage 3              | Quarts de finale                                | Demi-finale              | Finale Match de classement | Finale Match de classement |
| Athlète            | Compétition | Temps Vitesse        | Rang          | Adversaire Temps Vitesse               | Adversaire Temps Vitesse | Adversaire Temps Vitesse             | Adversaire Temps Vitesse                | Adversaire Temps Vitesse           | Adversaire Temps Vitesse | Adversaire Temps Vitesse                        | Adversaire Temps Vitesse | Adversaire Temps Vitesse   | Rang                       |
| ------------------ | ----------- | -------------------- | ------------- | -------------------------------------- | ------------------------ | ------------------------------------ | --------------------------------------- | ---------------------------------- | ------------------------ | ----------------------------------------------- | ------------------------ | -------------------------- | -------------------------- |
| Denis Dmitriev     | Hommes      | 9 s 331 77,162 km/h  | 5e            | Helal Victoire 9 s 859 73,030 km/h     | -                        | Wammes Victoire 10 s 127 71,097 km/h | -                                       | Kenny Victoire 9 s 828 73,260 km/h | -                        | Paul Défaite Victoire 9 s 824 Victoire 10 s 381 | Hoogland 2 défaites      | Carlin 2 défaites          | 4e                         |
| Pavel Yakushevskiy | Hommes      | 9 s 723 74,051 km/h  | 25e           | Éliminé                                | Éliminé                  | Éliminé                              | Éliminé                                 | Éliminé                            | Éliminé                  | Éliminé                                         | Éliminé                  | Éliminé                    | Éliminé                    |
| Daria Shmeleva     | Femmes      | 10 s 667 67,498 km/h | 12e           | Voinova Défaite                        | Godby Lee Défaite        | Éliminée                             | Éliminée                                | Éliminée                           | Éliminée                 | Éliminée                                        | Éliminée                 | Éliminée                   | Éliminée                   |
| Anastasiia Voinova | Femmes      | 10 s 669 67,485 km/h | 13e           | Shmeleva Victoire 11 s 340 63,492 km/h | -                        | Genest Défaite                       | Kobayashi Victoire 11 s 117 64,766 km/h | Friedrich Défaite                  | Gros Genest Défaite      | Éliminée                                        | Éliminée                 | Éliminée                   | Éliminée                   |

| Athlète                                          | Compétition | Qualification        | Qualification | Demi-finale                            | Demi-finale | Finale                                 | Finale                              |
| Athlète                                          | Compétition | Temps Vitesse        | Rang          | Adversaire Temps Vitesse               | Rang        | Adversaire Temps Vitesse               | Rang                                |
| ------------------------------------------------ | ----------- | -------------------- | ------------- | -------------------------------------- | ----------- | -------------------------------------- | ----------------------------------- |
| Denis Dmitriev Ivan Gladyshev Pavel Yakushevskiy | Hommes      | 43 s 097 62,649 km/h | 6e            | Australie Défaite 42 s 915 62,915 km/h | 6e          | Allemagne Défaite (Déclassés)          | 6e                                  |
| Daria Shmeleva Anastasiia Voinova                | Femmes      | 32 s 476 55,426 km/h | 4e            | Mexique Victoire 32 s 249 55,816 km/h  | 3e          | Pays-Bas Victoire 32 s 252 55,810 km/h | Médaille de bronze, Jeux olympiques |

| Athlète            | Compétition | 1er tour | Repêchages  | Quarts de finale | Demi-finale | Finale (1-6) ou classement (7-12) |
| Athlète            | Compétition | Rang     | Rang        | Rang             | Rang        | Rang                              |
| ------------------ | ----------- | -------- | ----------- | ---------------- | ----------- | --------------------------------- |
| Denis Dmitriev     | Hommes      | 2e       | Non disputé | 6e               | Éliminé     | Éliminé                           |
| Ivan Gladyshev     | Hommes      | 6e       | 4e          | Éliminé          | Éliminé     | Éliminé                           |
| Daria Shmeleva     | Femmes      | 2e       | Non disputé | 3e               | 4e          | 10e                               |
| Anastasiia Voinova | Femmes      | 3e       | 3e          | Éliminée         | Éliminée    | Éliminée                          |

| Athlète            | Compétition | Scratch | Scratch | Course tempo | Course tempo | Élimination | Élimination | Course aux points | Course aux points | Total | Rang |
| Athlète            | Compétition | Rang    | Points  | Rang         | Points       | Rang        | Points      | Rang              | Points            | Total | Rang |
| ------------------ | ----------- | ------- | ------- | ------------ | ------------ | ----------- | ----------- | ----------------- | ----------------- | ----- | ---- |
| Maria Novolodskaya | Femmes      | 12e     | 18      | 16e          | 10           | 12e         | 18          | 12e               | 4                 | 50    | 15e  |

| Athlète                               | Épreuve | Points | Tours | Classement                          |
| ------------------------------------- | ------- | ------ | ----- | ----------------------------------- |
| Gulnaz Khatuntseva Maria Novolodskaya | Femmes  | 26     | 20    | Médaille de bronze, Jeux olympiques |

#### Sur route
| Athlète          | Compétition | Temps          | Rang |
| ---------------- | ----------- | -------------- | ---- |
| Aleksandr Vlasov | Hommes      | 58 min 55 s 40 | 20e  |

| Athlète          | Compétition | Temps           | Rang    |
| ---------------- | ----------- | --------------- | ------- |
| Pavel Sivakov    | Hommes      | 6 h 15 min 38 s | 32e     |
| Aleksandr Vlasov | Hommes      | 6 h 16 min 53 s | 59e     |
| Ilnur Zakarin    | Hommes      | Abandon         | Abandon |
| Tamara Dronova   | Femmes      | 4 h 1 min 8 s   | 39e     |

#### VTT
| Athlète            | Compétition | Temps             | Rang |
| ------------------ | ----------- | ----------------- | ---- |
| Anton Sintsov      | Hommes      | 1 h 27 min 41 s   | 11e  |
| Viktoria Kirsanova | Femmes      | A concédé un tour | 20e  |

### Équitation
| Athlète                                                 | Cheval         | Compétition | Grand Prix | Grand Prix | Grand prix spécial | Grand prix spécial | Grand prix libre | Grand prix libre | Total    | Total    |
| Athlète                                                 | Cheval         | Compétition | Score      | Rang       | Score              | Rang               | Technique        | Artistique       | Score    | Rang     |
| ------------------------------------------------------- | -------------- | ----------- | ---------- | ---------- | ------------------ | ------------------ | ---------------- | ---------------- | -------- | -------- |
| Tatyana Kosterina                                       | Diavolessa     | Individuel  | 63,866     | 54e        | Non disputé        | Non disputé        | Éliminée         | Éliminée         | Éliminée | Éliminée |
| Aleksandra Maksakova                                    | Bojengels      | Individuel  | 63,898     | 53e        | Non disputé        | Non disputé        | Éliminée         | Éliminée         | Éliminée | Éliminée |
| Inessa Merkulova                                        | Mister X       | Individuel  | 69,457     | 31e        | Non disputé        | Non disputé        | Éliminée         | Éliminée         | Éliminée | Éliminée |
| Tatyana Kosterina Aleksandra Maksakova Inessa Merkulova | voir ci-dessus | Par équipes | 6 350,5    | 12e        | Non qualifiés      | Non qualifiés      | Non disputé      | Non disputé      | Éliminés | Éliminés |

| Athlète          | Cheval        | Compétition | Dressage  | Dressage | Cross-country | Cross-country | Cross-country | Saut d'obstacles | Saut d'obstacles | Saut d'obstacles | Saut d'obstacles | Saut d'obstacles | Saut d'obstacles | Total     | Total |
| Athlète          | Cheval        | Compétition | Dressage  | Dressage | Cross-country | Cross-country | Cross-country | Qualification    | Qualification    | Qualification    | Finale           | Finale           | Finale           | Total     | Total |
| Athlète          | Cheval        | Compétition | Pénalités | Rang     | Pénalités     | Total         | Rang          | Pénalités        | Total            | Rang             | Pénalités        | Total            | Rang             | Pénalités | Rang  |
| ---------------- | ------------- | ----------- | --------- | -------- | ------------- | ------------- | ------------- | ---------------- | ---------------- | ---------------- | ---------------- | ---------------- | ---------------- | --------- | ----- |
| Andrey Mitin     | Gurza         | Individuel  | 36,10     | 44e      | 30,00         | 66,10         | 37e           | 26,00            | 92,10            | 38e              | Éliminé          | Éliminé          | Éliminé          | 92,10     | 38e   |
| Mikhail Nastenko | MP Imagine If | Individuel  | 43,00     | 59e      | 76,40         | 119,40        | 50e           | 14,40            | 133,80           | 43e              | Éliminé          | Éliminé          | Éliminé          | 133,80    | 43e   |

### Escalade
| Athlète           | Compétition    | Qualifications | Qualifications | Qualifications | Qualifications | Qualifications | Qualifications | Qualifications | Qualifications | Qualifications | Finale   | Finale   | Finale   | Finale   | Finale     | Finale     | Finale     | Finale   | Finale   |
| Athlète           | Compétition    | Vitesse        | Vitesse        | Bloc           | Bloc           | Difficulté     | Difficulté     | Difficulté     | Total          | Rang           | Vitesse  | Vitesse  | Bloc     | Bloc     | Difficulté | Difficulté | Difficulté | Total    | Rang     |
| Athlète           | Compétition    | MT             | Rang           | Résultat       | Rang           | PA             | Temps          | Rang           | Total          | Rang           | MT       | Rang     | Résultat | Rang     | PA         | Temps      | Rang       | Total    | Rang     |
| ----------------- | -------------- | -------------- | -------------- | -------------- | -------------- | -------------- | -------------- | -------------- | -------------- | -------------- | -------- | -------- | -------- | -------- | ---------- | ---------- | ---------- | -------- | -------- |
| Alekseï Roubtsov  | Combiné hommes | 7 s 23         | 16e            | 2T2z 7 4       | 4e             | 26+            | 2 min 29 s     | 15e            | 960,00         | 13e            | Éliminé  | Éliminé  | Éliminé  | Éliminé  | Éliminé    | Éliminé    | Éliminé    | Éliminé  | Éliminé  |
| Iuliia Kaplina    | Combiné femmes | 7 s 65         | 5e             | 0T1z 0 2       | 18e            | 14+            | -              | 17e            | 1 530,00       | 17e            | Éliminée | Éliminée | Éliminée | Éliminée | Éliminée   | Éliminée   | Éliminée   | Éliminée | Éliminée |
| Viktoria Mechkova | Combiné femmes | 9 s 54         | 15e            | 2T4z 8 5       | 6e             | 29+            | -              | 5e             | 450,00         | 9e             | Éliminée | Éliminée | Éliminée | Éliminée | Éliminée   | Éliminée   | Éliminée   | Éliminée | Éliminée |

### Escrime
| Athlète                                                                    | Compétition         | 1/32e de finale       | 1/16e de finale          | 1/8e de finale             | Quarts de finale         | Demi-finale Classement 5-8               | Finale 3e place Classement 5e, 7e places | Rang                               |
| Athlète                                                                    | Compétition         | Adversaire Score      | Adversaire Score         | Adversaire Score           | Adversaire Score         | Adversaire Score                         | Adversaire Score                         | Rang                               |
| -------------------------------------------------------------------------- | ------------------- | --------------------- | ------------------------ | -------------------------- | ------------------------ | ---------------------------------------- | ---------------------------------------- | ---------------------------------- |
| Sergey Bida                                                                | Épée individuelle   | Exempté               | Ramirez Victoire 15-2    | Kanō Victoire 15-12        | Cannone Défaite 12-15    | Éliminé                                  | Éliminé                                  | Éliminé                            |
| Sergey Khodos                                                              | Épée individuelle   | Exempté               | Santarelli Défaite 10-15 | Éliminé                    | Éliminé                  | Éliminé                                  | Éliminé                                  | Éliminé                            |
| Pavel Sukhov                                                               | Épée individuelle   | Steffen Défaite 12-15 | Éliminé                  | Éliminé                    | Éliminé                  | Éliminé                                  | Éliminé                                  | Éliminé                            |
| Sergey Bida Nikita Glazkov Sergey Khodos Pavel Sukhov                      | Épée par équipes    | Non disputé           | Non disputé              | Exemptés                   | Italie Victoire 45-34    | Chine Victoire 45-38                     | Japon Défaite 36-45                      | Médaille d'argent, Jeux olympiques |
| Anton Borodachev                                                           | Fleuret individuel  | Exempté               | Itkin Défaite 11-15      | Éliminé                    | Éliminé                  | Éliminé                                  | Éliminé                                  | Éliminé                            |
| Kirill Borodachev                                                          | Fleuret individuel  | Exempté               | Lee Victoire 15-14       | Itkin Victoire 15-13       | Cheung Défaite 14-15     | Éliminé                                  | Éliminé                                  | Éliminé                            |
| Vladislav Mylnikov                                                         | Fleuret individuel  | Heroui Victoire 15-6  | Meinhardt Victoire 15-11 | Abouelkassem Défaite 12-15 | Éliminé                  | Éliminé                                  | Éliminé                                  | Éliminé                            |
| Anton Borodachev Kirill Borodachev Vladislav Mylnikov Timur Safin          | Fleuret par équipes | Non disputé           | Non disputé              | Exemptés                   | Hong Kong Victoire 45-39 | États-Unis Victoire 45-41                | France Défaite 28-45                     | Médaille d'argent, Jeux olympiques |
| Kamil Ibragimov                                                            | Sabre individuel    | Exempté               | Wagner Victoire 15-13    | Szabo Victoire 15-13       | Kim Défaite 14-15        | Éliminé                                  | Éliminé                                  | Éliminé                            |
| Konstantin Lokhanov                                                        | Sabre individuel    | Exempté               | Kim Défaite 11-15        | Éliminé                    | Éliminé                  | Éliminé                                  | Éliminé                                  | Éliminé                            |
| Veniamin Reshetnikov                                                       | Sabre individuel    | Exempté               | El-Sissy Défaite 13-15   | Éliminé                    | Éliminé                  | Éliminé                                  | Éliminé                                  | Éliminé                            |
| Dmitriy Danilenko Kamil Ibragimov Konstantin Lokhanov Veniamin Reshetnikov | Sabre par équipes   | Non disputé           | Non disputé              | Exemptés                   | Allemagne Défaite 28-45  | Match de classement Égypte Défaite 41-45 | 7e place États-Unis WO                   | 7e                                 |

| Athlète                                                                    | Compétition         | 1/32e de finale     | 1/16e de finale         | 1/8e de finale        | Quarts de finale      | Demi-finale Classement 5-8                | Finale 3e place Classement 5e, 7e places | Rang                                |
| Athlète                                                                    | Compétition         | Adversaire Score    | Adversaire Score        | Adversaire Score      | Adversaire Score      | Adversaire Score                          | Adversaire Score                         | Rang                                |
| -------------------------------------------------------------------------- | ------------------- | ------------------- | ----------------------- | --------------------- | --------------------- | ----------------------------------------- | ---------------------------------------- | ----------------------------------- |
| Violetta Kolobova                                                          | Épée individuelle   | Exemptée            | Jarecka Défaite 11-15   | Éliminée              | Éliminée              | Éliminée                                  | Éliminée                                 | Éliminée                            |
| Yulia Lichagina                                                            | Épée individuelle   | Exemptée            | Navarria Défaite 12-15  | Éliminée              | Éliminée              | Éliminée                                  | Éliminée                                 | Éliminée                            |
| Aizanat Murtazaeva                                                         | Épée individuelle   | Hsieh Victoire 14-7 | Choi Victoire 15-11     | Hurley Victoire 12-11 | Kong Victoire 15-10   | Sun Défaite 8-12                          | Lehis Défaite 8-15                       | 4e                                  |
| Violetta Khrapina Violetta Kolobova Yulia Lichagina Aizanat Murtazaeva     | Épée par équipes    | Non disputé         | Non disputé             | Non disputé           | Italie Défaite 31-33  | Match de classement Pologne Défaite 25-31 | 7e place Hong Kong Défaite 27-28         | 8e                                  |
| Inna Deriglazova                                                           | Fleuret individuel  | Exemptée            | Jelińska Victoire 15-8  | Kreiss Victoire 15-10 | Jeon Victoire 15-7    | Volpi Victoire 15-10                      | Kiefer Défaite 13-15                     | Médaille d'argent, Jeux olympiques  |
| Larisa Korobeynikova                                                       | Fleuret individuel  | Exemptée            | Boubakri Victoire 15-3  | Thibus Victoire 15-12 | Ryan Victoire 15-11   | Kiefer Défaite 6-15                       | Volpi Victoire 15-14                     | Médaille de bronze, Jeux olympiques |
| Adelina Zagidullina                                                        | Fleuret individuel  | Exemptée            | van Erven Victoire 15-8 | Ryan Défaite 9-15     | Éliminée              | Éliminée                                  | Éliminée                                 | Éliminée                            |
| Inna Deriglazova Larisa Korobeynikova Marta Martyanova Adelina Zagidullina | Fleuret par équipes | Non disputé         | Non disputé             | Non disputé           | Égypte Victoire 45-21 | États-Unis Victoire 45-42                 | France Victoire 45-34                    | Médaille d'or, Jeux olympiques      |
| Olga Nikitina                                                              | Sabre individuel    | Exemptée            | Wozniak Victoire 15-14  | Bashta Victoire 15-13 | Brunet Défaite 5-15   | Éliminée                                  | Éliminée                                 | Éliminée                            |
| Sofia Pozdniakova                                                          | Sabre individuel    | Exemptée            | Gregorio Victoire 15-12 | Yang Victoire 15-8    | Qian Victoire 15-12   | Brunet Victoire 15-10                     | Velikaïa Victoire 15-11                  | Médaille d'or, Jeux olympiques      |
| Sofia Velikaïa                                                             | Sabre individuel    | Exemptée            | Katona Victoire 15-4    | Vecchi Victoire 15-12 | Zagunis Victoire 15-8 | Márton Victoire 15-8                      | Pozdniakova Défaite 11-15                | Médaille d'argent, Jeux olympiques  |
| Olga Nikitina Sofia Pozdniakova Sofia Velikaïa                             | Sabre par équipes   | Non disputé         | Non disputé             | Exemptées             | Japon Victoire 45-34  | Corée du Sud Victoire 45-26               | France Victoire 45-41                    | Médaille d'or, Jeux olympiques      |

### Gymnastique

#### Artistique
| Athlète          | Qualifications | Qualifications | Qualifications | Qualifications | Qualifications    | Qualifications | Qualifications | Qualifications | Finale   | Finale         | Finale   | Finale   | Finale            | Finale     | Finale  | Finale                         |
| Athlète          | Appareil       | Appareil       | Appareil       | Appareil       | Appareil          | Appareil       | Total          | Rang           | Appareil | Appareil       | Appareil | Appareil | Appareil          | Appareil   | Total   | Rang                           |
| Athlète          | Sol            | Cheval d'arçon | Anneaux        | Saut           | Barres parallèles | Barre fixe     | Total          | Rang           | Sol      | Cheval d'arçon | Anneaux  | Saut     | Barres parallèles | Barre fixe | Total   | Rang                           |
| ---------------- | -------------- | -------------- | -------------- | -------------- | ----------------- | -------------- | -------------- | -------------- | -------- | -------------- | -------- | -------- | ----------------- | ---------- | ------- | ------------------------------ |
| Denis Ablyazin   | 14,300         | -              | 14,800         | 14,900         | -                 | -              | -              | -              | 13,900   | -              | 15,033   | 14,866   | -                 | -          | -       | -                              |
| David Belyavskiy | 12,933         | 14,733         | 14,000         | 14,300         | 15,325            | 14,066         | 85,324         | 10e            | -        | 14,841         | -        | -        | 15,333            | 14,166     | -       | -                              |
| Artur Dalaloyan  | 13,700         | 13,800         | 14,500         | 14,658         | 15,233            | 14,033         | 85,957         | 6e             | 14,066   | 13,833         | 14,666   | 14,933   | 14,600            | 13,933     | -       | -                              |
| Nikita Nagornyy  | 15,066         | 14,366         | 14,333         | 14,700         | 14,966            | 14,466         | 87,897         | 2e             | 14,666   | 14,466         | 14,700   | 14,966   | 15,166            | 14,366     | -       | -                              |
| Total            | 43,066         | 42,899         | 43,633         | 44,258         | 45,524            | 42,565         | 261,945        | 3e             | 42,632   | 43,140         | 44,399   | 44,765   | 45,099            | 42,465     | 262,500 | Médaille d'or, Jeux olympiques |

| Athlète             | Compétition       | Qualifications                 | Qualifications                 | Qualifications                 | Qualifications                 | Qualifications                 | Qualifications                 | Qualifications                 | Qualifications                 | Finale   | Finale         | Finale   | Finale   | Finale            | Finale     | Finale  | Finale                              |
| Athlète             | Compétition       | Appareil                       | Appareil                       | Appareil                       | Appareil                       | Appareil                       | Appareil                       | Total                          | Rang                           | Appareil | Appareil       | Appareil | Appareil | Appareil          | Appareil   | Total   | Rang                                |
| Athlète             | Compétition       | Sol                            | Cheval d'arçon                 | Anneaux                        | Saut                           | Barres parallèles              | Barre fixe                     | Total                          | Rang                           | Sol      | Cheval d'arçon | Anneaux  | Saut     | Barres parallèles | Barre fixe | Total   | Rang                                |
| ------------------- | ----------------- | ------------------------------ | ------------------------------ | ------------------------------ | ------------------------------ | ------------------------------ | ------------------------------ | ------------------------------ | ------------------------------ | -------- | -------------- | -------- | -------- | ----------------- | ---------- | ------- | ----------------------------------- |
| Aleksandr Kartsev   | Concours général  | 13,733                         | 13,500                         | 13,633                         | 14,533                         | 14,900                         | 12,000                         | 82,299                         | 29e                            | Éliminé  | Éliminé        | Éliminé  | Éliminé  | Éliminé           | Éliminé    | Éliminé | Éliminé                             |
| Artur Dalaloyan     | Concours général  | voir les résultats par équipes | voir les résultats par équipes | voir les résultats par équipes | voir les résultats par équipes | voir les résultats par équipes | voir les résultats par équipes | voir les résultats par équipes | voir les résultats par équipes | 14,050   | 13,900         | 14,666   | 14,466   | 15,033            | 14,133     | 86,248  | 6e                                  |
| Nikita Nagornyy     | Concours général  | voir les résultats par équipes | voir les résultats par équipes | voir les résultats par équipes | voir les résultats par équipes | voir les résultats par équipes | voir les résultats par équipes | voir les résultats par équipes | voir les résultats par équipes | 14,433   | 14,266         | 14,666   | 14,900   | 15,400            | 14,366     | 88,031  | Médaille de bronze, Jeux olympiques |
| Nikita Nagornyy     | Sol               | 15,066                         | -                              | -                              | -                              | -                              | -                              | 15,066                         | 2e                             | 13,066   | -              | -        | -        | -                 | -          | 13,066  | 7e                                  |
| Nikita Nagornyy     | Barre fixe        | -                              | -                              | -                              | -                              | -                              | 14,466                         | 14,466                         | 5e                             | -        | -              | -        | -        | -                 | 14,533     | 14,533  | Médaille de bronze, Jeux olympiques |
| Nikita Nagornyy     | Saut de cheval    | -                              | -                              | -                              | 14,783                         | -                              | -                              | 14,783                         | 3e                             | -        | -              | -        | 14,716   | -                 | -          | 14,716  | 5e                                  |
| Denis Ablyazin      | Saut de cheval    | -                              | -                              | -                              | 14,733                         | -                              | -                              | 14,733                         | 5e                             | -        | -              | -        | 14,783   | -                 | -          | 14,783  | Médaille d'argent, Jeux olympiques  |
| Denis Ablyazin      | Anneaux           | -                              | -                              | 14,800                         | -                              | -                              | -                              | 14,800                         | 7e                             | -        | -              | 14,833   | -        | -                 | -          | 14,833  | 6e                                  |
| David Belyavskiy    | Cheval d'arçons   | -                              | 14,733                         | -                              | -                              | -                              | -                              | 14,733                         | 9e                             | -        | 14,833         | -        | -        | -                 | -          | 14,833  | 4e                                  |
| David Belyavskiy    | Barres parallèles | -                              | -                              | -                              | -                              | 15,325                         | -                              | 15,325                         | 9e                             | -        | -              | -        | -        | 15,200            | -          | 15,200  | 5e                                  |
| Vladislav Poliashov | Cheval d'arçons   | -                              | 14,366                         | -                              | -                              | -                              | -                              | 14,366                         | 14e                            | Éliminé  | Éliminé        | Éliminé  | Éliminé  | Éliminé           | Éliminé    | Éliminé | Éliminé                             |
| Vladislav Poliashov | Barres parallèles | -                              | -                              | -                              | -                              | 15,133                         | -                              | 15,133                         | 15e                            | Éliminé  | Éliminé        | Éliminé  | Éliminé  | Éliminé           | Éliminé    | Éliminé | Éliminé                             |

| Athlète            | Qualifications | Qualifications      | Qualifications | Qualifications | Qualifications | Qualifications | Finale   | Finale              | Finale   | Finale   | Finale  | Finale                         |
| Athlète            | Appareil       | Appareil            | Appareil       | Appareil       | Total          | Rang           | Appareil | Appareil            | Appareil | Appareil | Total   | Rang                           |
| Athlète            | Saut           | Barres asymétriques | Poutre         | Sol            | Total          | Rang           | Saut     | Barres asymétriques | Poutre   | Sol      | Total   | Rang                           |
| ------------------ | -------------- | ------------------- | -------------- | -------------- | -------------- | -------------- | -------- | ------------------- | -------- | -------- | ------- | ------------------------------ |
| Lilia Akhaimova    | 14,699         | 12,900              | 12,266         | 13,633         | 53,565         | 28e            | 14,733   | -                   | -        | -        | -       | -                              |
| Viktoria Listunova | 14,300         | 14,766              | 13,866         | 14,000         | 56,932         | 6e             | -        | 14,900              | 14,333   | 14,166   | -       | -                              |
| Angelina Melnikova | 14,616         | 14,933              | 13,733         | 14,000         | 57,132         | 4e             | 14,600   | 14,933              | 12,566   | 13,966   | -       | -                              |
| Vladislava Urazova | 14,600         | 14,866              | 14,000         | 13,633         | 57,099         | 5e             | 14,466   | 14,866              | 12,633   | 13,366   | -       | -                              |
| Total              | 43,832         | 44,565              | 41,599         | 41,633         | 171,629        | 1re            | 43,799   | 44,699              | 39,532   | 41,498   | 169,528 | Médaille d'or, Jeux olympiques |

| Athlète              | Compétition         | Qualifications                 | Qualifications                 | Qualifications                 | Qualifications                 | Qualifications                 | Qualifications                 | Finale   | Finale              | Finale   | Finale   | Finale   | Finale                              |
| Athlète              | Compétition         | Appareil                       | Appareil                       | Appareil                       | Appareil                       | Total                          | Rang                           | Appareil | Appareil            | Appareil | Appareil | Total    | Rang                                |
| Athlète              | Compétition         | Saut                           | Barres asymétriques            | Poutre                         | Sol                            | Total                          | Rang                           | Saut     | Barres asymétriques | Poutre   | Sol      | Total    | Rang                                |
| -------------------- | ------------------- | ------------------------------ | ------------------------------ | ------------------------------ | ------------------------------ | ------------------------------ | ------------------------------ | -------- | ------------------- | -------- | -------- | -------- | ----------------------------------- |
| Vladislava Urazova   | Poutre              | -                              | -                              | 14,000                         | -                              | 14,000                         | 8e                             | -        | -                   | 12,733   | -        | 12,733   | 8e                                  |
| Vladislava Urazova   | Concours général    | voir les résultats par équipes | voir les résultats par équipes | voir les résultats par équipes | voir les résultats par équipes | voir les résultats par équipes | voir les résultats par équipes | 14,500   | 14,866              | 14,200   | 13,400   | 56,966   | 4e                                  |
| Elena Gerasimova     | Concours général    | 13,466                         | 13,233                         | 13,766                         | 12,333                         | 52,798                         | 38e                            | Éliminée | Éliminée            | Éliminée | Éliminée | Éliminée | Éliminée                            |
| Angelina Melnikova   | Concours général    | voir les résultats par équipes | voir les résultats par équipes | voir les résultats par équipes | voir les résultats par équipes | voir les résultats par équipes | voir les résultats par équipes | 14,633   | 14,900              | 13,700   | 13,966   | 57,199   | Médaille de bronze, Jeux olympiques |
| Angelina Melnikova   | Saut de cheval      | 14,616                         | -                              | -                              | -                              | 14,616                         | 9e                             | 14,683   | -                   | -        | -        | 14,683   | 5e                                  |
| Angelina Melnikova   | Barres asymétriques | -                              | 14,933                         | -                              | -                              | 14,933                         | 4e                             | -        | 13,066              | -        | -        | 13,066   | 8e                                  |
| Angelina Melnikova   | Sol                 | -                              | -                              | -                              | 14,000                         | 14,000                         | 7e                             | -        | -                   | -        | 14,166   | 14,166   | Médaille de bronze, Jeux olympiques |
| Lilia Akhaimova      | Saut de cheval      | 14,699                         | -                              | -                              | -                              | 14,699                         | 7e                             | 14,666   | -                   | -        | -        | 14,666   | 6e                                  |
| Anastasiia Iliankova | Barres asymétriques | -                              | 14,966                         | -                              | -                              | 14,966                         | 3e                             | -        | 14,833              | -        | -        | 14,833   | Médaille d'argent, Jeux olympiques  |
| Viktoria Listunova   | Sol                 | -                              | -                              | -                              | 14,000                         | 14,000                         | 6e                             | -        | -                   | -        | 12,400   | 12,400   | 8e                                  |

#### Rythmique
| Athlète       | Qualification | Qualification | Qualification | Qualification | Qualification | Qualification | Finale | Finale | Finale | Finale | Finale  | Finale                             |
| Athlète       |               |               |               |               | Total         | Rang          |        |        |        |        | Total   | Rang                               |
| ------------- | ------------- | ------------- | ------------- | ------------- | ------------- | ------------- | ------ | ------ | ------ | ------ | ------- | ---------------------------------- |
| Arina Averina | 27,225        | 27,250        | 28,100        | 23,600        | 106,175       | 2e            | 26,850 | 27,900 | 27,800 | 19,550 | 102,100 | 4e                                 |
| Dina Averina  | 27,625        | 27,600        | 28,275        | 22,800        | 106,300       | 1re           | 27,200 | 28,300 | 28,150 | 24,000 | 107,650 | Médaille d'argent, Jeux olympiques |

| Athlète                                                                                        | Qualification | Qualification | Qualification | Qualification | Finale | Finale | Finale | Finale                             |
| Athlète                                                                                        | 5             | 4 + 3         | Total         | Rang          | 5      | 4 + 3  | Total  | Rang                               |
| ---------------------------------------------------------------------------------------------- | ------------- | ------------- | ------------- | ------------- | ------ | ------ | ------ | ---------------------------------- |
| Anastasia Bliznyuk Anastasiia Maksimova Angelina Shkatova Anastasiia Tatareva Alisa Tishchenko | 45,750        | 43,200        | 89,050        | 2e            | 46,200 | 44,200 | 90,400 | Médaille d'argent, Jeux olympiques |

#### Trampoline
| Athlète         | Compétition     | Qualifications | Qualifications | Finale  | Finale  |
| Athlète         | Compétition     | Score          | Rang           | Score   | Rang    |
| --------------- | --------------- | -------------- | -------------- | ------- | ------- |
| Dmitriy Ushakov | Concours hommes | 109,485        | 8e             | 59,600  | 5e      |
| Andrey Yudin    | Concours hommes | 111,245        | 7e             | 58,235  | 6e      |
| Susana Kochesok | Concours femmes | 102,790        | 6e             | 54,290  | 7e      |
| Yana Lebedeva   | Concours femmes | 71,805         | 11e            | Éliminé | Éliminé |

### Haltérophilie
| Athlète        | Compétition            | Arraché  | Arraché | Épaulé-jeté | Épaulé-jeté | Total  | Rang |
| Athlète        | Compétition            | Résultat | Rang    | Résultat    | Rang        | Total  | Rang |
| -------------- | ---------------------- | -------- | ------- | ----------- | ----------- | ------ | ---- |
| Timur Naniev   | Moins de 109 kg hommes | 188 kg   | 4e      | 221 kg      | 4e          | 409 kg | 4e   |
| Kristina Sobol | Moins de 49 kg femmes  | 81 kg    | ab      | -           | -           | -      | ab   |

### Handball
| Compétition     | Phase de groupe  | Phase de groupe     | Phase de groupe        | Phase de groupe       | Phase de groupe        | Phase de groupe | Quart de finale           | Demi-finale            | Finale / 3e place    | Finale / 3e place                  |
| Compétition     | Adversaire Score | Adversaire Score    | Adversaire Score       | Adversaire Score      | Adversaire Score       | Rang            | Adversaire Score          | Adversaire Score       | Adversaire Score     | Rang                               |
| --------------- | ---------------- | ------------------- | ---------------------- | --------------------- | ---------------------- | --------------- | ------------------------- | ---------------------- | -------------------- | ---------------------------------- |
| Tournoi féminin | Brésil Nul 24-24 | Suède Défaite 24-36 | Hongrie Victoire 38-31 | France Victoire 28-27 | Espagne Victoire 34-31 | 2e              | Monténégro Victoire 32-26 | Norvège Victoire 27-26 | France Défaite 25-30 | Médaille d'argent, Jeux olympiques |

### Judo
| Athlète | Compétition            | 1er tour                       | 2e tour                       | Quart de finale                | Demi-finale               | Repêchage            | Finale / MB                 | Rang                                |
| Athlète | Compétition            | Adversaire Résultat            | Adversaire Résultat           | Adversaire Résultat            | Adversaire Résultat       | Adversaire Résultat  | Adversaire Résultat         | Rang                                |
| --- | ---------------------- | ------------------------------ | ----------------------------- | ------------------------------ | ------------------------- | -------------------- | --------------------------- | ----------------------------------- |
| Robert Mshvidobadze                                                                                        | Moins de 60 kg hommes  | Exempté                        | Tsjakadoea Défaite 00-01      | Éliminé                        | Éliminé                   | Éliminé              | Éliminé                     | Éliminé                             |
| Yakub Shamilov                                                                                             | Moins de 66 kg hommes  | Sebastian Seidl Victoire 10-00 | Margvelashvili Défaite 00-01  | Éliminé                        | Éliminé                   | Éliminé              | Éliminé                     | Éliminé                             |
| Musa Mogushkov                                                                                             | Moins de 73 kg hommes  | Orucov Défaite 00-01           | Éliminé                       | Éliminé                        | Éliminé                   | Éliminé              | Éliminé                     | Éliminé                             |
| Alan Khubetsov                                                                                             | Moins de 81 kg hommes  | Zoloev Victoire 10-00          | Valois-Fortier Victoire 01-00 | Casse Défaite 00-01            | Non qualifié              | Ressel Défaite 00-10 | Éliminé                     | Éliminé                             |
| Mikhail Igolnikov                                                                                          | Moins de 90 kg hommes  | Dossou Yovo Victoire 10-00     | Mehdiyev Victoire 01-00       | Sherazadishvili Victoire 10-00 | Bekauri Défaite 00-01     | -                    | Tóth Défaite 00-01          | 5e                                  |
| Niyaz Ilyasov                                                                                              | Moins de 100 kg hommes | Exempté                        | Cirjenics Victoire 10-00      | Fonseca Défaite 00-01          | Non qualifié              | Frey Victoire 01-00  | Liparteliani Victoire 01-00 | Médaille de bronze, Jeux olympiques |
| Tamerlan Bashaev                                                                                           | Plus de 100 kg hommes  | Exempté                        | Ndiaye Victoire 10-00         | Teddy Riner Victoire 01-00     | Tushishvili Défaite 01-11 | -                    | Khammo Victoire 10-00       | Médaille de bronze, Jeux olympiques |
| Irina Dolgova                                                                                              | Moins de 48 kg femmes  | Bhatta Victoire 10-00          | Lin Défaite 00-01             | Éliminée                       | Éliminée                  | Éliminée             | Éliminée                    | Éliminée                            |
| Natalia Kuzyutina                                                                                          | Moins de 52 kg femmes  | Jiménez Victoire 10-00         | Park Défaite 00-01            | Éliminée                       | Éliminée                  | Éliminée             | Éliminée                    | Éliminée                            |
| Daria Mezhetskaia                                                                                          | Moins de 57 kg femmes  | Lu Défaite 01-10               | Éliminée                      | Éliminée                       | Éliminée                  | Éliminée             | Éliminée                    | Éliminée                            |
| Daria Davydova                                                                                             | Moins de 63 kg femmes  | Barrios Défaite 00-10          | Éliminée                      | Éliminée                       | Éliminée                  | Éliminée             | Éliminée                    | Éliminée                            |
| Madina Taimazova                                                                                           | Moins de 70 kg femmes  | Bernabéu Victoire 01-00        | Portela Victoire 01-00        | Teltsidou Victoire 10-00       | Arai Défaite 00-10        | -                    | Matić Victoire 01-00        | Médaille de bronze, Jeux olympiques |
| Aleksandra Babintseva                                                                                      | Moins de 78 kg femmes  | Branser Victoire 10-01         | Kuka Victoire 01-00           | Hamada Défaite 00-11           | Non qualifiée             | Aguiar Défaite 00-10 | Éliminée                    | Éliminée                            |
| Aleksandra Babintseva Tamerlan Bashaev Mikhail Igolnikov Daria Mezhetskaia Musa Mogushkov Madina Taimazova | Par équipes            | Non disputé                    | Non disputé                   | Mongolie Victoire 4-2          | Japon Défaite 0-4         | -                    | Israël Défaite 1-4          | 5e                                  |

### Karaté
| Athlète          | Compétition           | Tour de qualification               | Tour de qualification               | Tour de qualification               | Tour de qualification               | Tour de qualification               | Tour de qualification               | Demi-finale                         | Finale                              | Rang                                |
| Athlète          | Compétition           | Match 1                             | Match 2                             | Match 3                             | Match 4                             | Match 5                             | Place                               | Demi-finale                         | Finale                              | Rang                                |
| Athlète          | Compétition           | Adversaire Résultat                 | Adversaire Résultat                 | Adversaire Résultat                 | Adversaire Résultat                 | Adversaire Résultat                 | Place                               | Adversaire Résultat                 | Adversaire Résultat                 | Rang                                |
| ---------------- | --------------------- | ----------------------------------- | ----------------------------------- | ----------------------------------- | ----------------------------------- | ----------------------------------- | ----------------------------------- | ----------------------------------- | ----------------------------------- | ----------------------------------- |
| Anna Chernysheva | Moins de 55 kg femmes | Forfait (test positif à la Covid-19 | Forfait (test positif à la Covid-19 | Forfait (test positif à la Covid-19 | Forfait (test positif à la Covid-19 | Forfait (test positif à la Covid-19 | Forfait (test positif à la Covid-19 | Forfait (test positif à la Covid-19 | Forfait (test positif à la Covid-19 | Forfait (test positif à la Covid-19 |

### Lutte
| Athlète              | Compétition   | Huitièmes de finale        | Quarts de finale            | Demi-finale                      | Repêchage              | Finale 3e place Classement  | Rang                                |
| Athlète              | Compétition   | Adversaire Résultat        | Adversaire Résultat         | Adversaire Résultat              | Adversaire Résultat    | Adversaire Résultat         | Rang                                |
| -------------------- | ------------- | -------------------------- | --------------------------- | -------------------------------- | ---------------------- | --------------------------- | ----------------------------------- |
| Zaur Uguyev          | 57 kg hommes  | Gilman Victoire 5-4        | Abdullaev Victoir 6-6 (VP)  | Reza Atri Victoie 8-3            | -                      | Dahiya Victoire 7-4         | Médaille d'or, Jeux olympiques      |
| Gadzhimurad Rashidov | 65 kg hommes  | Tevanyan Victoire 6-0      | Gadżijew victoire 6-2       | Otoguro Défaite 2-3              | -                      | Muszukajev victoire 5-0     | Médaille de bronze, Jeux olympiques |
| Zaurbek Sidakov      | 74 kg hommes  | Midana victoire 12-2       | Abdurakhmonov Victoire 13-6 | Kaisanov Victoire 11-0           | -                      | Kadzimahamedau victoire 7-0 | Médaille d'or, Jeux olympiques      |
| Artur Nayfonov       | 86 kg hommes  | Makojev Victoire 6-0       | Göçen Victoire 12-1         | Yazdani Défaite 1-7              | -                      | Shapiev Victoir 2-0         | Médaille de bronze, Jeux olympiques |
| Abdulrashid Sadulaev | 97 kg hommes  | Şərif Şərifov Victoire 5-0 | Odikadze Victoire 10-0      | Reineris SalasSalas Victoire 4-0 | -                      | Snyder Victoire 6-3         | Médaille d'or, Jeux olympiques      |
| Sergey Kozyrev       | 125 kg hommes | Deng Défaite 1-4           | Éliminé                     | Éliminé                          | Éliminé                | Éliminé                     | 11e                                 |
| Stalvira Orshush     | 50 kg femmes  | Stadnik Défaite 7-11       | Éliminée                    | Éliminée                         | Éliminée               | Éliminée                    | 10e                                 |
| Olga Khoroshavtseva  | 53 kg femmes  | Winchester Défaite 4-7     | Éliminée                    | Éliminée                         | Éliminée               | Éliminée                    | 10e                                 |
| Valeria Koblova      | 57 kg femmes  | Valencia Victoire 5-2      | Kurachkina Défaite 3-6      | Non qualifiée                    | Malik Victoire 5-1     | Nikolova Défaite 0-5 (VT)   | 5e                                  |
| Lyubov Ovcharova     | 62 kg femmes  | Kawai Défaite 0-10         | Non qualifiée               | Non qualifiée                    | Johansson Victoire 8-7 | Yusein Défaite 0-10         | 5e                                  |
| Khanum Velieva       | 68 kg femmes  | Lappage Victoire 7-0       | Battsetseg Défaite 5-8      | Éliminée                         | Éliminée               | Éliminée                    | 8e                                  |
| Natalia Vorobieva    | 76 kg femmes  | Amer Victoire 16-12        | Kyzy Défaite 0-12           | Éliminée                         | Éliminée               | Éliminée                    | 7e                                  |

| Athlète              | Compétition | Huitième de finale           | Quart de finale          | Demi-finale           | Repêchage               | Finale 3e place Classement | Rang                                |
| Athlète              | Compétition | Adversaire Résultat          | Adversaire Résultat      | Adversaire Résultat   | Adversaire Résultat     | Adversaire Résultat        | Rang                                |
| -------------------- | ----------- | ---------------------------- | ------------------------ | --------------------- | ----------------------- | -------------------------- | ----------------------------------- |
| Sergey Emelin        | 60 kg       | Haithem Mahmoud victoire 7-6 | Orta Défaite 3-4         | Non qualifié          | Hafizov Victoire 7-1    | Ciobanu Victoire 12-1      | Médaille de bronze, Jeux olympiques |
| Artem Surkov         | 67 kg       | Sancho Victoie 10-4          | Nasibov Défaite 1-1 (VP) | Non qualifié          | Bjerrehuus Victoire 7-0 | El-Sayed Défaite 1-1 (VP)  | 5e                                  |
| Aleksandr Chekhirkin | 77 kg       | Leyva victoire 7-0           | Chalyan Défaite 1-2      | Éliminé               | Éliminé                 | Éliminé                    | 7e                                  |
| Musa Evloev          | 97 kg       | Melia Victoire 3-1           | Szőke Victoire 6-2       | Michalik Victoire 7-1 | -                       | Aleksanyan Victoire 5-1    | Médaille d'or, Jeux olympiques      |
| Serhiy Semenov       | 130 kg      | Mohamed Victoire 3-1         | Kajaia Défaite 1-3       | Non qualifié          | Kuosmanen Victoire 11-0 | Acosta Victoire 1-1 (VP)   | Médaille de bronze, Jeux olympiques |

### Natation
| Athlète | Épreuve              | Série          | Série       | Demi-finale   | Demi-finale | Finale            | Finale                              |
| Athlète | Épreuve              | Temps          | Rang        | Temps         | Rang        | Temps             | Rang                                |
| --- | -------------------- | -------------- | ----------- | ------------- | ----------- | ----------------- | ----------------------------------- |
| Kirill Abrosimov | 10 km en eau libre   | Non disputé    | Non disputé | Non disputé   | Non disputé | 1 h 54 min 29 s 3 | 19e                                 |
| Anton Chupkov | 100 m brasse         | 59 s 55        | 15e         | 59 s 93       | 16e         | Éliminé           | Éliminé                             |
| Anton Chupkov | 200 m brasse         | 2 min 8 s 54   | 5e          | 2 min 8 s 51  | 7e          | 2 min 7 s 24      | 4e                                  |
| Ilya Druzhinin | 800 m nage libre     | 8 min 1 s 47   | 30e         | Non disputé   | Non disputé | Éliminé           | Éliminé                             |
| Ivan Girev | 200 m nage libre     | 1 min 47 s 11  | 22e         | Éliminé       | Éliminé     | Éliminé           | Éliminé                             |
| Kliment Kolesnikov | 50 m nage libre      | 21 s 88        | 10e         | 21 s 82       | 9e          | Éliminé           | Éliminé                             |
| Kliment Kolesnikov | 100 m nage libre     | 47 s 89        | 5e          | 47 s 11 ER    | 1er         | 47 s 44           | Médaille de bronze, Jeux olympiques |
| Kliment Kolesnikov | 100 m dos            | 52 s 15        | 1er         | 52 s 29       | 2e          | 52 s              | Médaille d'argent, Jeux olympiques  |
| Aleksandr Kudashev | 200 m papillon       | 1 min 55 s 4   | 12e         | 1 min 55 s 51 | e           | Éliminé           | Éliminé                             |
| Martin Malyutin | 200 m nage libre     | 1 min 45 s 50  | 6e          | 1 min 45 s 45 | 5e          | 1 min 45 s 01     | 5e                                  |
| Martin Malyutin | 400 m nage libre     | 3 min 49 s 29  | 22e         | Non disputé   | Non disputé | Éliminé           | Éliminé                             |
| Kirill Martynychev | 1 500 m nage libre   | 14 min 52 s 66 | 8e          | Non disputé   | Non disputé | 14 min 55 s 85    | 6e                                  |
| Andreï Minakov | 100 m nage libre     | 48 s           | 7e          | 48 s 03       | 10e         | Éliminé           | Éliminé                             |
| Andreï Minakov | 100 m papillon       | 51 s           | 4e          | 51 s 11       | 5e          | 50 s 88           | 4e                                  |
| Vladimir Morozov | 50 m nage libre      | 21 s 92        | 12e         | 22 s 25       | 16e         | Éliminé           | Éliminé                             |
| Kirill Prigoda | 100 m brasse         | 59 s 68        | 16e         | 59 s 44       | 11e         | Éliminé           | Éliminé                             |
| Kirill Prigoda | 200 m brasse         | 2 min 9 s 21   | 9e          | 2 min 8 s 88  | 9e          | Éliminé           | Éliminé                             |
| Evgeny Rylov | 100 m dos            | 53 s 22        | 7e          | 52 s 91       | 5e          | 51 s 98 ER        | Médaille d'or, Jeux olympiques      |
| Evgeny Rylov | 200 m dos            | 1 min 56 s 02  | 2e          | 1 min 54 s 45 | 1er         | 1 min 53 s 27 OR  | Médaille d'or, Jeux olympiques      |
| Maxim Stupin | 200 m 4 nages        | 1 min 59 s 39  | 29e         | Éliminé       | Éliminé     | Éliminé           | Éliminé                             |
| Maxim Stupin | 200 m 4 nages        | 4 min 16 s 21  | 18e         | Non disputé   | Non disputé | Éliminé           | Éliminé                             |
| Grigoriy Tarasevich | 200 m dos            | 1 min 56 s 82  | 5e          | 1 min 57 s 06 | 12e         | Éliminé           | Éliminé                             |
| Mikhail Vekovishchev | 100 m papillon       | 51 s 98        | 18e         | Éliminé       | Éliminé     | Éliminé           | Éliminé                             |
| Aleksandr Yegorov | 400 m nage libre     | 3 min 47 s 71  | 17e         | Non disputé   | Non disputé | Éliminé           | Éliminé                             |
| Aleksandr Yegorov | 800 m nage libre     | 7 min 49 s 97  | 13e         | Non disputé   | Non disputé | Éliminé           | Éliminé                             |
| Aleksandr Yegorov | 1 500 m nage libre   | 15 min 6 s 55  | 19e         | Non disputé   | Non disputé | Éliminé           | Éliminé                             |
| Andrey Zhilkin | 200 m 4 nages        | 1 min 57 s 94  | 14e         | 1 min 59 s 05 | 15e         | Éliminé           | Éliminé                             |
| Vladislav Grinev Kliment Kolesnikov Andreï Minakov Vladimir Morozov Aleksandr Shchegolev                                              | 4 × 100 m nage libre | 3 min 13 s 13  | 5e          | Non disputé   | Non disputé | 3 min 12 s 20     | 7e                                  |
| Mikhail Dovgalyuk Ivan Girev Martin Malyutin Evgeny Rylov Aleksandr Krasnykh Mikhail Vekovishchev                                     | 4 × 200 m nage libre | 7 min 5 s 16   | 4e          | Non disputé   | Non disputé | 7 min 1 s 81      | Médaille d'argent, Jeux olympiques  |
| Kliment Kolesnikov Andreï Minakov Kirill Prigoda Evgeny Rylov Anton Chupkov Vladislav Grinev Grigoriy Tarasevich Mikhail Vekovishchev | 4 × 100 m 4 nages    | 3 min 31 s 66  | 3e          | Non disputé   | Non disputé | 3 min 29 s 22     | 4e                                  |

| Athlète                                                                                             | Épreuve              | Série          | Série       | Demi-finale   | Demi-finale | Finale           | Finale    |
| Athlète                                                                                             | Épreuve              | Temps          | Rang        | Temps         | Rang        | Temps            | Rang      |
| --------------------------------------------------------------------------------------------------- | -------------------- | -------------- | ----------- | ------------- | ----------- | ---------------- | --------- |
| Veronika Andrusenko                                                                                 | 200 m nage libre     | 1 min 59 s 17  | 21e         | Éliminée      | Éliminée    | Éliminée         | Éliminée  |
| Evgeniia Chikunova                                                                                  | 100 m brasse         | 1 min 6 s 16   | 6e          | 1 min 6 s 47  | 6e          | 1 min 5 s 90     | 4e        |
| Evgeniia Chikunova                                                                                  | 200 m brasse         | 2 min 22 s 16  | 3e          | 2 min 20 s 57 | 2e          | 2 min 20 s 88    | 4e        |
| Svetlana Chimrova                                                                                   | 100 m papillon       | 58 s 04        | 15e         | 57 s 54       | 11e         | Éliminée         | Éliminée  |
| Svetlana Chimrova                                                                                   | 200 m papillon       | 2 min 8 s 84   | 6e          | 2 min 8 s 62  | 7e          | 2 min 7 s 70     | 5e        |
| Anna Egorova                                                                                        | 400 m nage libre     | 4 min 8 s 24   | 15e         | Non disputé   | Non disputé | Éliminée         | Éliminée  |
| Anna Egorova                                                                                        | 800 m nage libre     | Forfait        | Forfait     | Non disputé   | Non disputé | Éliminée         | Éliminée  |
| Anastasia Fesikova                                                                                  | 100 m dos            | 59 s 92        | 13e         | 1 min         | 14e         | Éliminée         | Éliminée  |
| Maria Kameneva                                                                                      | 50 m nage libre      | 24 s 83        | 19e         | Éliminée      | Éliminée    | Éliminée         | Éliminée  |
| Maria Kameneva                                                                                      | 100 m nage libre     | 53 s 92        | 20e         | Éliminée      | Éliminée    | Éliminée         | Éliminée  |
| Maria Kameneva                                                                                      | 100 m dos            | 59 s 88        | 10e         | 59 s 49       | 10e         | Éliminée         | Éliminée  |
| Anastassia Kirpitchnikova                                                                           | 400 m nage libre     | 4 min 8 s 1    | 14e         | Non disputé   | Non disputé | Éliminée         | Éliminée  |
| Anastassia Kirpitchnikova                                                                           | 800 m nage libre     | 8 min 18 s 77  | 5e          | Non disputé   | Non disputé | 8 min 26 s 30    | 8e        |
| Anastassia Kirpitchnikova                                                                           | 1 500 m nage libre   | 15 min 50 s 22 | 5e          | Non disputé   | Non disputé | 16 min           | 7e        |
| Anastassia Kirpitchnikova                                                                           | 10 km en eau libre   | Non disputé    | Non disputé | Non disputé   | Non disputé | 2 h 3 min 17 s 5 | 15e       |
| Valeriya Salamatina                                                                                 | 200 m nage libre     | 1 min 58 s 33  | 16e         | 1 min 58 s 98 | 15e         | Éliminée         | Éliminée  |
| Arina Surkova                                                                                       | 50 m nage libre      | 24 s 52        | 9e          | 24 s 57       | 10e         | Éliminée         | Éliminée  |
| Arina Surkova                                                                                       | 100 m papillon       | 58 s 02        | 14e         | 57 s 72       | 14e         | Éliminée         | Éliminée  |
| Maria Temnikova                                                                                     | 200 m brasse         | 2 min 23 s 13  | 7e          | 2 min 24 s 69 | 11e         | Éliminée         | Éliminée  |
| Daria K. Ustinova                                                                                   | 100 m dos            | 2 min 13 s 72  | 22e         | Éliminée      | Éliminée    | Éliminée         | Éliminée  |
| Yuliya Efimova                                                                                      | 100 m brasse         | 1 min 6 s 21   | 8e          | 1 min 6 s 34  | 5e          | 1 min 6 s 02     | 5e        |
| Veronika Andrusenko Elizaveta Klevanovich Daria S. Ustinova Arina Surkova                           | 4 × 100 m nage libre | 3 min 38 s 25  | 11e         | Non disputé   | Non disputé | Éliminées        | Éliminées |
| Veronika Andrusenko Anna Egorova Anastasia Guzhenkova Valeriya Salamatina                           | 4 × 200 m nage libre | 7 min 52 s 04  | 5e          | Non disputé   | Non disputé | 7 min 52 s 15    | 5e        |
| Evgeniia Chikunova Svetlana Chimrova Maria Kameneva Arina Surkova Anastasia Fesikova Yuliya Efimova | 4 × 100 m 4 nages    | 3 min 57 s 36  | 7e          | Non disputé   | Non disputé | 3 min 56 s 93    | 7e        |

| Athlète                                                                                        | Épreuve           | Série         | Série | Finale        | Finale |
| Athlète                                                                                        | Épreuve           | Temps         | Rang  | Temps         | Rang   |
| ---------------------------------------------------------------------------------------------- | ----------------- | ------------- | ----- | ------------- | ------ |
| Svetlana Chimrova Maria Kameneva Kirill Prigoda Evgeny Rylov Arina Surkova Grigoriy Tarasevich | 4 × 100 m 4 nages | 3 min 43 s 73 | 7e    | 3 min 42 s 45 | 7e     |

### Natation synchronisée
| Athlètes | Compétition | Qualifications      | Qualifications  | Qualifications | Qualifications | Finale          | Finale                    | Finale                         |
| Athlètes | Compétition | Programme technique | Programme libre | Total          | Rang           | Programme libre | Programme libre           | Programme libre                |
| Athlètes | Compétition | Points              | Points          | Total          | Rang           | Points          | Total (technique + libre) | Rang                           |
| --- | ----------- | ------------------- | --------------- | -------------- | -------------- | --------------- | ------------------------- | ------------------------------ |
| Svetlana Kolesnichenko Svetlana Romashina | Duo         | 97,9000             | 97,1079         | 165,0079       | 1re            | 98,8000         | 195,9079                  | Médaille d'or, Jeux olympiques |
| Vlada Chigireva Marina Goliadkina Svetlana Kolesnichenko Polina Komar Aleksandra Patskevich Svetlana Romashina Alla Shishkina Maria Shurochkina | Ballet      | 97,2979             | Non disputé     | Non disputé    | 1re            | 98,8000         | 196,0979                  | Médaille d'or, Jeux olympiques |

### Pentathlon moderne
| Athlète             | Compétition           | Escrime (épée, une touche) | Escrime (épée, une touche) | Natation (200 m nage libre) | Natation (200 m nage libre) | Natation (200 m nage libre) | Équitation (saut d'obstacles) | Équitation (saut d'obstacles) | Équitation (saut d'obstacles) | Combiné course/tir (3 200 m / pistolet à 10 m) | Combiné course/tir (3 200 m / pistolet à 10 m) | Combiné course/tir (3 200 m / pistolet à 10 m) | Total | Rang |
| Athlète             | Compétition           | Rang                       | Points                     | Temps                       | Rang                        | Points                      | Pénalités                     | Rang                          | Points                        | Temps                                          | Rang                                           | Points                                         | Total | Rang |
| ------------------- | --------------------- | -------------------------- | -------------------------- | --------------------------- | --------------------------- | --------------------------- | ----------------------------- | ----------------------------- | ----------------------------- | ---------------------------------------------- | ---------------------------------------------- | ---------------------------------------------- | ----- | ---- |
| Alexander Lifanov   | Compétition masculine | 2e                         | 251                        | 2 min 5 s 60                | 27e                         | 299                         | 21                            | 21e                           | 279                           | 11 min 19 s 18                                 | 16e                                            | 621                                            | 1 450 | 10e  |
| Uliana Batashova    | Compétition féminine  | 4e                         | 239                        | 2 min 11 s 14               | 10e                         | 288                         | 7                             | 8e                            | 293                           | 12 min 59 s 27                                 | 22e                                            | 521                                            | 1 341 | 9e   |
| Gulnaz Gubaydullina | Compétition féminine  | 32e                        | 184                        | 2 min 7 s 31 OR             | 1re                         | 296                         | EL                            | 31e                           | 0                             | 12 min 7 s 58                                  | 6e                                             | 573                                            | 1 053 | 32e  |

### Plongeon
| Athlète                              | Compétition                             | Éliminatoires | Éliminatoires | Demi-finale | Demi-finale | Finale   | Finale                              |
| Athlète                              | Compétition                             | Points        | Rang          | Points      | Rang        | Points   | Rang                                |
| ------------------------------------ | --------------------------------------- | ------------- | ------------- | ----------- | ----------- | -------- | ----------------------------------- |
| Ievgueni Kouznetsov                  | Tremplin à 3 mètres hommes              | 444,75        | 7e            | 453,85      | 5e          | 461,90   | 5e                                  |
| Nikita Shleikher                     | Tremplin à 3 mètres hommes              | 339,70        | 24e           | Éliminé     | Éliminé     | Éliminé  | Éliminé                             |
| Aleksandr Bondar                     | Haut-vol à 10 mètres hommes             | 513,85        | 3e            | 464,10      | 3e          | 514,50   | 4e                                  |
| Viktor Minibaev                      | Haut-vol à 10 mètres hommes             | 391,95        | 14e           | 447,50      | 5e          | 495,85   | 5e                                  |
| Ievgueni Kouznetsov Nikita Shleikher | Tremplin à 3 mètres synchronisé hommes  | Non disputé   | Non disputé   | Non disputé | Non disputé | 331,08   | 8e                                  |
| Aleksandr Bondar Viktor Minibaev     | Haut-vol à 10 mètres synchronisé hommes | Non disputé   | Non disputé   | Non disputé | Non disputé | 439,92   | Médaille de bronze, Jeux olympiques |
| Mariia Poliakova                     | Tremplin à 3 mètres femmes              | 288,55        | 13e           | 290,10      | 11e         | 284,05   | 10e                                 |
| Anna Konanykhina                     | Haut-vol à 10 mètres femmes             | 252,85        | 25e           | Éliminée    | Éliminée    | Éliminée | Éliminée                            |
| Yulia Timoshinina                    | Haut-vol à 10 mètres femmes             | 313,20        | 8e            | 319,80      | 6e          | 263,00   | 11e                                 |

### Rugby à sept
| Compétition     | Phase de groupe               | Phase de groupe      | Phase de groupe               | Phase de groupe | Quart de finale / MC          | Demi-finale / MC       | Finale / 3e / MC    | Finale / 3e / MC |
| Compétition     | Adversaire Score              | Opposition Score     | Opposition Score              | Rang            | Opposition Score              | Opposition Score       | Opposition Score    | Rang             |
| --------------- | ----------------------------- | -------------------- | ----------------------------- | --------------- | ----------------------------- | ---------------------- | ------------------- | ---------------- |
| Tournoi féminin | Grande-Bretagne Défaite 12-14 | Kenya Victoire 35-12 | Nouvelle-Zélande Défaite 0-33 | 3e              | Nouvelle-Zélande Défaite 0-35 | Australie Défaite 7-35 | Chine Défaite 10-22 | 8e               |

### Taekwondo
| Athlète           | Compétition           | Huitièmes de finale      | Quarts de finale           | Demi-finale            | Repêchage           | Finale / MB                | Rang                                |
| Athlète           | Compétition           | Adversaire Résultat      | Adversaire Résultat        | Adversaire Résultat    | Adversaire Résultat | Adversaire Résultat        | Rang                                |
| ----------------- | --------------------- | ------------------------ | -------------------------- | ---------------------- | ------------------- | -------------------------- | ----------------------------------- |
| Mikhaïl Artamonov | Moins de 58 kg hommes | Jendoubi Défaite 18-25   | Non qualifié               | Non qualifié           | Demse Victoire 27-5 | Guzmán Victoire 15-10      | Médaille de bronze, Jeux olympiques |
| Maksim Khramtsov  | Moins de 80 kg hommes | Sawadogo Victoire 13-6   | Kanaet Victoire 22-0       | Eissa Victoire 13-1    | -                   | Al-Sharabaty Victoire 20-9 | Médaille d'or, Jeux olympiques      |
| Vladislav Larine  | Plus de 80 kg hommes  | Taufatofua Victoire 24-3 | Trajkovič Victoire 16-3    | Sun Victoire 30-3      | -                   | Georgievski Victoire 15-9  | Médaille d'or, Jeux olympiques      |
| Tatiana Minina    | Moins de 57 kg femmes | Tzeli Victoire 15-7      | Ben Yessouf Victoire 15-10 | Alizadeh Victoire 10-3 | -                   | Zolotic Défaite 17-25      | Médaille d'argent, Jeux olympiques  |

### Tennis
| Athlète                                | Épreuve          | 1/32e de finale                       | 1/16e de finale                        | 1/8e de finale                            | Quarts de finale                               | Demi-finale                                   | Finale / MB                                      | Rang                               |
| Athlète                                | Épreuve          | Adversaire Résultat                   | Adversaire Résultat                    | Adversaire Résultat                       | Adversaire Résultat                            | Adversaire Résultat                           | Adversaire Résultat                              | Rang                               |
| -------------------------------------- | ---------------- | ------------------------------------- | -------------------------------------- | ----------------------------------------- | ---------------------------------------------- | --------------------------------------------- | ------------------------------------------------ | ---------------------------------- |
| Aslan Karatsev                         | Simple messieurs | Paul Victoire 6-3, 6-2                | Chardy Défaite 5-7, 6-4, 3-6           | Éliminé                                   | Éliminé                                        | Éliminé                                       | Éliminé                                          | Éliminé                            |
| Karen Khachanov                        | Simple messieurs | Nishioka Victoire 3-6, 6-1, 6-2       | Duckworth Victoire 7-5, 6-1            | Schwartzman Victoire 6-1, 2-6, 6-1        | Ugo Humbert Victoire 7-64, 4-6, 6-3            | Carreño Busta Victoire 6-3, 6-3               | Zverev Défaite 3-6, 1-6                          | Médaille d'argent, Jeux olympiques |
| Daniil Medvedev                        | Simple messieurs | Bublik Victoire 6-4, 7-68             | Nagal Victoire 6-2, 6-1                | Fognini Victoire 6-2, 3-6, 6-2            | Carreño Busta Défaite 2-6, 6-75                | Éliminé                                       | Éliminé                                          | Éliminé                            |
| Andrey Rublev                          | Simple messieurs | Kei Nishikori Défaite 3-6, 4-6        | Éliminé                                | Éliminé                                   | Éliminé                                        | Éliminé                                       | Éliminé                                          | Éliminé                            |
| Aslan Karatsev Daniil Medvedev         | Double messieurs | Non disputé                           | Klein / Polášek Défaite 5-7, 4-6       | Éliminés                                  | Éliminés                                       | Éliminés                                      | Éliminés                                         | Éliminés                           |
| Karen Khachanov Andrey Rublev          | Double messieurs | Non disputé                           | Ram / Tiafoe Défaite 7-63, 6-75, 10-12 | Éliminés                                  | Éliminés                                       | Éliminés                                      | Éliminés                                         | Éliminés                           |
| Ekaterina Alexandrova                  | Simple dames     | Elise Mertens Victoire 4-6, 6-4, 6-4  | Podoroska Défaite 1-6, 3-6             | Éliminée                                  | Éliminée                                       | Éliminée                                      | Éliminée                                         | Éliminée                           |
| Veronika Kudermetova                   | Simple dames     | Muguruza Défaite 5-7, 5-7             | Éliminée                               | Éliminée                                  | Éliminée                                       | Éliminée                                      | Éliminée                                         | Éliminée                           |
| Anastasia Pavlyuchenkova               | Simple dames     | Modèle:ÏTA-d Errani Victoire 6-0, 6-1 | Friedsam Victoire 6-1, 6-1             | Sorribes Tormo Victoire 6-1, 6-3          | Bencic Défaite 0-6, 6-3, 3-6                   | Éliminée                                      | Éliminée                                         | Éliminée                           |
| Elena Vesnina                          | Simple dames     | Ostapenko Victoire 6-4, 6-72, 6-4     | Giorgi Défaite 3-6, 1-6                | Éliminée                                  | Éliminée                                       | Éliminée                                      | Éliminée                                         | Éliminée                           |
| Elena Vesnina Veronika Kudermetova     | Double dames     | Non disputé                           | Siegemund / Friedsam Victoire 6-2, 7-5 | Bertens / Schuurs Victoire 2-6, 6-3, 10-7 | Kichenok / Kichenok Victoire 6-2, 6-1          | Krejčíková / Siniaková Défaite 3-6, 6-3, 6-10 | Pigossi / Stefani Défaite 6-4, 4-6, 9-11         | 4e                                 |
| Aslan Karatsev Elena Vesnina           | Double mixte     | Non disputé                           | Non disputé                            | Mahut / Mladenovic Victoire 6-4, 6-2      | Kubot / Świątek Victoire 6-4, 6-4              | Djokovic / Stojanović Victoire 7-64, 7-5      | Rublev / Pavlyuchenkova Défaite 3-6, 7-65, 11-13 | Médaille d'argent, Jeux olympiques |
| Andrey Rublev Anastasia Pavlyuchenkova | Double mixte     | Non disputé                           | Non disputé                            | Dodig / Jurak Victoire 5-7, 6-4, 11-9     | McLachlan / Shibahara Victoire 7-5, 6-70, 10-8 | Peers / Barty Victoire 5-7, 6-4, 13-11        | Karatsev / Vesnina Victoire 6-3, 6-75, 13-111    | Médaille d'or, Jeux olympiques     |

### Tennis de table
| Athlète(s)        | Compétition      | 1er tour             | 2e tour           | 3e tour               | 4e tour          | Quarts de finale | Demi-finale      | Finale / MB      | Rang     |
| Athlète(s)        | Compétition      | Adversaire Score     | Adversaire Score  | Adversaire Score      | Adversaire Score | Adversaire Score | Adversaire Score | Adversaire Score | Rang     |
| ----------------- | ---------------- | -------------------- | ----------------- | --------------------- | ---------------- | ---------------- | ---------------- | ---------------- | -------- |
| Kirill Skachkov   | Simple messieurs | Levajac Victoire 4-2 | Jha Victoire 4-2  | Ovtcharov Défaite 3-4 | Éliminé          | Éliminé          | Éliminé          | Éliminé          | Éliminé  |
| Polina Mikhaïlova | Simple dames     | Exemptée             | Liu Défaite 3-4   | Éliminée              | Éliminée         | Éliminée         | Éliminée         | Éliminée         | Éliminée |
| Yana Noskova      | Simple dames     | Pavade Victoire 4-2  | Zhang Défaite 3-4 | Éliminée              | Éliminée         | Éliminée         | Éliminée         | Éliminée         | Éliminée |

### Tir
| Athlète              | Compétition                   | Qualification | Qualification | Finale  | Finale                             |
| Athlète              | Compétition                   | Points        | Rang          | Points  | Rang                               |
| -------------------- | ----------------------------- | ------------- | ------------- | ------- | ---------------------------------- |
| Artem Chernousov     | Pistolet à air comprimé 10 m  | 577           | 11e           | Éliminé | Éliminé                            |
| Vadim Mukhametyanov  | Pistolet à air comprimé 10 m  | 573           | 23e           | Éliminé | Éliminé                            |
| Leonid Yekimov       | Pistolet à 25 m tir rapide,   | 578           | 11e           | Éliminé | Éliminé                            |
| Vladimir Maslennikov | Carabine à air comprimé 10 m, | 629,8         | 6e            | 123,0   | 8e                                 |
| Sergueï Kamenskiy    | Carabine à air comprimé 10 m, | 628,7         | 10e           | Éliminé | Éliminé                            |
| Sergueï Kamenskiy    | Carabine à 50 m 3 positions,  | 1 183         | 1er           | 464,2   | Médaille d'argent, Jeux olympiques |
| Aleksey Alipov       | Trap,                         | 122 (+10)     | 8e            | Éliminé | Éliminé                            |

| Athlète                | Compétition                   | Qualification | Qualification | Finale     | Finale                              |
| Athlète                | Compétition                   | Points        | Rang          | Points     | Rang                                |
| ---------------------- | ----------------------------- | ------------- | ------------- | ---------- | ----------------------------------- |
| Vitalina Batsarashkina | Pistolet à air comprimé 10 m, | 582           | 3e            | 240,3 OR   | Médaille d'or, Jeux olympiques      |
| Vitalina Batsarashkina | Pistolet à 25 m,              | 586           | 3e            | 38 (+4) OR | Médaille d'or, Jeux olympiques      |
| Margarita Chernousova  | Pistolet à air comprimé 10 m  | 565           | 35e           | Éliminée   | Éliminée                            |
| Margarita Chernousova  | Pistolet à 25 m,              | 580           | 19e           | Éliminée   | Éliminée                            |
| Anastasiia Galashina   | Carabine à air comprimé 10 m, | 628,5         | 8e            | 251,1      | Médaille d'argent, Jeux olympiques  |
| Yulia Karimova         | Carabine à air comprimé 10 m, | 627,1         | 13e           | Éliminée   | Éliminée                            |
| Yulia Karimova         | Carabine à 50 m 3 positions,  | 1 177         | 4e            | 450,3      | Médaille de bronze, Jeux olympiques |
| Yulia Zykova           | Carabine à 50 m 3 positions,  | 1 182 OR      | 1re           | 461,9      | Médaille d'argent, Jeux olympiques  |
| Daria Semianova        | Trap,                         | 116           | 15e           | Éliminée   | Éliminée                            |
| Ekaterina Subbotina    | Trap,                         | 116           | 17e           | Éliminée   | Éliminée                            |
| Zilia Batyrshina       | Skeet,                        | 117           | 15e           | Éliminée   | Éliminée                            |
| Natalia Vinogradova    | Skeet,                        | 120+1         | 6e            | 17         | 6e                                  |

| Athlète                                   | Compétition                   | Qualification 1 | Qualification 1 | Qualification 2 | Qualification 2 | Finale / 3e place          | Finale / 3e place                   |
| Athlète                                   | Compétition                   | Points          | Rang            | Points          | Rang            | Adversaire Résultat        | Rang                                |
| ----------------------------------------- | ----------------------------- | --------------- | --------------- | --------------- | --------------- | -------------------------- | ----------------------------------- |
| Vitalina Batsarashkina Artem Chernousov   | Pistolet à air comprimé 10 m, | 581             | 2e              | 386             | 2e              | Pang / Jiang Défaite 14-16 | Médaille d'argent, Jeux olympiques  |
| Margarita Chernousova Anton Aristarkhov   | Pistolet à air comprimé 10 m, | 566             | 15e             | Éliminés        | Éliminés        | Éliminés                   | Éliminés                            |
| Sergueï Kamenskiy Yulia Karimova          | Carabine à air comprimé 10 m, | 628,9           | 6e              | 417,1           | 4e              | Nam / Kwon Victoie 17-9    | Médaille de bronze, Jeux olympiques |
| Vladimir Maslennikov Anastasiia Galashina | Carabine à air comprimé 10 m, | 629,8           | 4e              | 417,0           | 5e              | Éliminés                   | Éliminés                            |
| Aleksey Alipov Daria Semianova            | Trap                          | 142             | 11e             | Non disputé     | Non disputé     | Éliminés                   | Éliminés                            |
| Ekaterina Subbotina Maxim Kabatskiy       | Trap                          | 139             | 14e             | Non disputé     | Non disputé     | Éliminés                   | Éliminés                            |

### Tir à l'arc
| Athlète                                       | Compétition         | Tour préliminaire | Tour préliminaire | 1er tour               | 2e tour              | 3e tour              | Quarts de finale        | Demi-finale            | Finale / 3e place        | Rang                               |
| Athlète                                       | Compétition         | Score             | Rang              | Adversaire Score       | Adversaire Score     | Adversaire Score     | Adversaire Score        | Adversaire Score       | Adversaire Score         | Rang                               |
| --------------------------------------------- | ------------------- | ----------------- | ----------------- | ---------------------- | -------------------- | -------------------- | ----------------------- | ---------------------- | ------------------------ | ---------------------------------- |
| Galsan Bazarzhapov                            | Individuel hommes,  | 653               | 34e               | Jadhav Défaite 0-6     | Éliminé              | Éliminé              | Éliminé                 | Éliminé                | Éliminé                  | Éliminé                            |
| Svetlana Gomboeva                             | Individuel femmes,  | 630               | 45e               | Schloesser Défaite 5-6 | Éliminée             | Éliminée             | Éliminée                | Éliminée               | Éliminée                 | Éliminée                           |
| Elena Osipova                                 | Individuel femmes,  | 651               | 22e               | Mashayikh Victoire 6-4 | Kroppen Victoire 6-4 | Pitman Victoire 6-0  | Kang Victoire 7-1       | Boari Victoire 6-0     | An Défaite 5-6           | Médaille d'argent, Jeux olympiques |
| Ksenia Perova                                 | Individuel femmes,  | 664               | 8e                | Ingley Victoire 7-1    | Jager Victoire 7-3   | Kumari Défaite 5-6   | Éliminée                | Éliminée               | Éliminée                 | Éliminée                           |
| Svetlana Gomboeva Elena Osipova Ksenia Perova | Par équipes femmes, | 1 945             | 6e                | Non disputé            | Non disputé          | Ukraine Victoire 6-2 | États-Unis Victoire 6-0 | Allemagne Victoire 5-1 | Corée du Sud Défaite 0-6 | Médaille d'argent, Jeux olympiques |
| Galsan Bazarzhapov Ksenia Perova              | Par équipe mixte,   | 1 317             | 10e               | Non disputé            | Non disputé          | Turquie Défaite 2-6  | Éliminés                | Éliminés               | Éliminés                 | Éliminés                           |

### Triathlon
| Athlète              | Compétition | Natation (1,5 km) | Transition 1 | Vélo (40 km)      | Transition 2      | Course (10 km)    | Temps             | Résultat          |
| -------------------- | ----------- | ----------------- | ------------ | ----------------- | ----------------- | ----------------- | ----------------- | ----------------- |
| Dmitry Polyanski     | Hommes      | 17 min 40 s       | 38 s         | 56 min 49 s       | 31 s              | 33 min 8 s        | 1 h 48 min 46 s   | 32e               |
| Igor Polyanski       | Hommes      | 17 min 40 s       | 38 s         | 56 min 49 s       | 31 s              | 33 min 8 s        | 1 h 48 min 46 s   | Dsq               |
| Anastasia Gorbunova  | Femmes      | 19 min 37 s       | 45 s         | Abandon           | Abandon           | Abandon           | Abandon           | Abandon           |
| Alexandra Razarenova | Femmes      | 20 min 17 s       | 43 s         | A concédé un tour | A concédé un tour | A concédé un tour | A concédé un tour | A concédé un tour |

| Athlète              | Natation (250 m) | Transition 1 | Vélo (7 km) | Transition 2 | Course (1,5 km) | Temps           | Résultat |
| -------------------- | ---------------- | ------------ | ----------- | ------------ | --------------- | --------------- | -------- |
| Dmitry Polyanski     | 3 min 57 s       | 47 s         | 9 min 56 s  | 27 s         | 5 min 40 s      | 20 min 47 s     | -        |
| Igor Polyanski       | 3 min 53 s       | 36 s         | 9 min 48 s  | 27 s         | 6 min 10 s      | 20 min 54 s     | -        |
| Anastasia Gorbunova  | 4 min 34 s       | 40 s         | 10 min 57 s | 31 s         | 6 min 47 s      | 23 min 29 s     | -        |
| Alexandra Razarenova | 3 min 59 s       | 37 s         | 10 min 30 s | 32 s         | 6 min 25 s      | 22 min 3 s      | -        |
| Total                | -                | -            | -           | -            | -               | 1 h 27 min 13 s | Dsq      |

### Voile
| Athlète                      | Compétition         | Régate | Régate | Régate | Régate | Régate | Régate | Régate | Régate | Régate | Régate | Régate      | Régate      | Régate | Total net | Rang final |
| Athlète                      | Compétition         | 1      | 2      | 3      | 4      | 5      | 6      | 7      | 8      | 9      | 10     | 11          | 12          | CM     | Total net | Rang final |
| ---------------------------- | ------------------- | ------ | ------ | ------ | ------ | ------ | ------ | ------ | ------ | ------ | ------ | ----------- | ----------- | ------ | --------- | ---------- |
| Denis Gribanov Pavel Sozykin | 470 hommes          | 14     | 13     | 6      | 12     | (16)   | 6      | 6      | 10     | 9      | 12     | Non disputé | Non disputé | EL     | 90        | 12e        |
| Sergey Komissarov            | Laser hommes        | 24     | 16     | 17     | 6      | 15     | 6      | 13     | 7      | 4      | (29)   | Non disputé | Non disputé | EL     | 98        | 11e        |
| Aleksandr Askerov            | RS:X hommes         | 19     | 18     | 17     | 20     | (ab)   | 18     | 20     | 15     | 19     | 22     | 19          | 23          | EL     | 208       | 19e        |
| Ekaterina Zyuzina            | Laser Radial femmes | 15     | 31     | 35     | 12     | 31     | 22     | (Dsq)  | 18     | 8      | 26     | Non disputé | Non disputé | EL     | 198       | 27e        |
| Anna Khvorikova              | RS:X femmes         | 18     | 10     | 5      | (26)   | 23     | 24     | 25     | 25     | 25     | 20     | 23          | 26          | EL     |           | e          |

### Volley-ball

#### Beach-volley
| Athlètes                                 | Compétition      | Tour préliminaire                            | Tour préliminaire                           | Tour préliminaire                                      | Tour préliminaire | 1/8e de finale                                    | Quarts de finale                      | Demi-finale                             | Finale / 3e place                | Rang                               |
| Athlètes                                 | Compétition      | Adversaire Score                             | Adversaire Score                            | Adversaire Score                                       | Rang              | Adversaire Score                                  | Adversaire Score                      | Adversaire Score                        | Adversaire Score                 | Rang                               |
| ---------------------------------------- | ---------------- | -------------------------------------------- | ------------------------------------------- | ------------------------------------------------------ | ----------------- | ------------------------------------------------- | ------------------------------------- | --------------------------------------- | -------------------------------- | ---------------------------------- |
| Ilya Leshukov Konstantin Semenov         | Tournoi masculin | Herrera / Gavira Victoire 21-19, 22-20       | McHugh / Schumann Victoire 21-14, 21-16     | Mol / Sørum Victoire 21-19, 21-19                      | 1er               | E. Grimalt / M. Grimalt Victoire 21-16, 21-16     | Mol / Sørum Défaite 17-21, 19-21      | Éliminés                                | Éliminés                         | Éliminés                           |
| Viacheslav Krasilnikov Oleg Stoyanovskiy | Tournoi masculin | Gaxiola / Rubio Victoire 24-26, 21-15, 18-16 | Pļaviņš / Točs Défaite 21-13, 19-21, 11-15  | Perušič / Schweiner Victoire 19-21, 21-13, 15-8        | 1er               | Herrera / Gavira Victoire 22-20, 21-17            | Thole / Wickler Victoire 21-16, 21-19 | Tijan / Younousse Victoire 21-19, 21-17 | Mol / Sørum Défaite 17-21, 18-21 | Médaille d'argent, Jeux olympiques |
| Svetlana Kholomina Nadezda Makroguzova   | Tournoi féminin  | Menegatti / Orsi Toth Victoire 21-18, 21-15  | Echevarría / Martínez Victoire 21-16, 21-11 | Artacho del Solar / Clancy Victoire 21-8, 15-21, 15-12 | 1re               | Graudiņa / Kravčenoka Défaite 21-16, 17-21, 13-15 | Éliminées                             | Éliminées                               | Éliminées                        | Éliminées                          |

#### Volley-ball (indoor)
| Compétition      | Phase de groupe        | Phase de groupe         | Phase de groupe     | Phase de groupe         | Phase de groupe      | Phase de groupe | Quart de finale     | Demi-finale         | Finale / 3e place  | Finale / 3e place                  |
| Compétition      | Adversaire Score       | Adversaire Score        | Adversaire Score    | Adversaire Score        | Adversaire Score     | Rang            | Adversaire Score    | Adversaire Score    | Adversaire Score   | Rang                               |
| ---------------- | ---------------------- | ----------------------- | ------------------- | ----------------------- | -------------------- | --------------- | ------------------- | ------------------- | ------------------ | ---------------------------------- |
| Tournoi masculin | Argentine Victoire 3-1 | États-Unis Victoire 3-1 | Brésil Victoire 3-0 | France Défaite 1-3      | Tunisie Victoire 3-0 | 1er             | Canada Victoire 3-0 | Brésil Victoire 3-1 | France Défaite 2-3 | Médaille d'argent, Jeux olympiques |
| Tournoi féminin  | Italie Défaite 0-3     | Argentine Victoire 3-0  | Chine Victoire 3-2  | États-Unis Victoire 3-0 | Turquie Défaite 2-3  | 4e              | Brésil Défaite 1-3  | Éliminées           | Éliminées          | Éliminées                          |

### Water-polo
| Compétition     | Phase de groupe      | Phase de groupe   | Phase de groupe         | Phase de groupe      | Phase de groupe | Quart de finale        | Demi-finale              | Finale / 3e place    | Finale / 3e place |
| Compétition     | Adversaire Score     | Adversaire Score  | Adversaire Score        | Adversaire Score     | Rang            | Adversaire Score       | Adversaire Score         | Adversaire Score     | Rang              |
| --------------- | -------------------- | ----------------- | ----------------------- | -------------------- | --------------- | ---------------------- | ------------------------ | -------------------- | ----------------- |
| Tournoi féminin | Chine Victoire 18-17 | Hongrie Nul 10-10 | États-Unis Défaite 5-18 | Japon Victoire 20-16 | 3e              | Australie Victoire 9-8 | États-Unis Défaite 11-15 | Hongrie Défaite 9-11 | 4e                |